# Brot

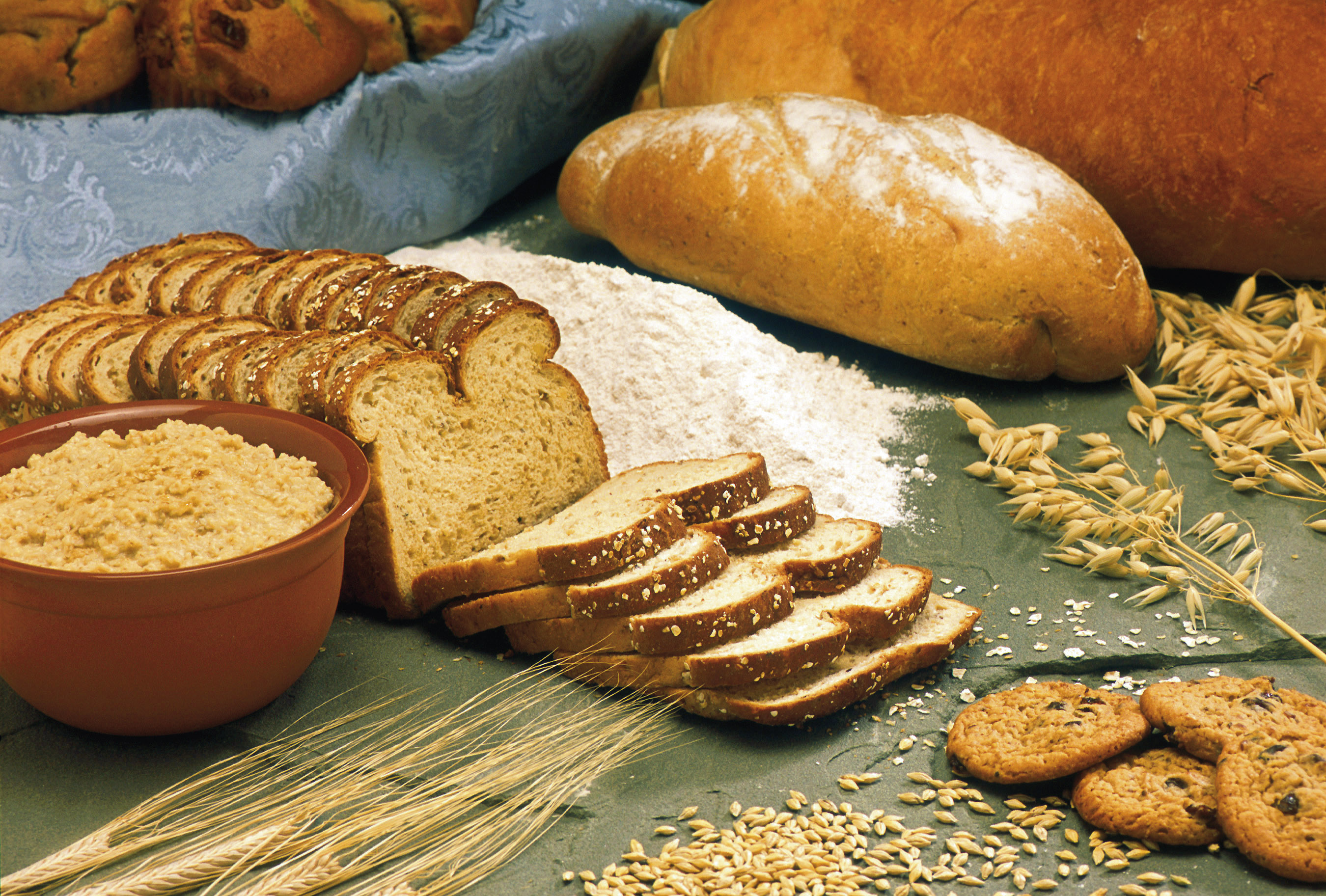
Getreide, Mehl, Brote

Brot (von althochdeutsch prōt, von urgermanisch *brauda-) ist ein traditionelles Nahrungsmittel, das aus einem Teig aus gemahlenem Getreide (Mehl), Wasser, einem Triebmittel und meist weiteren Zutaten gebacken wird. Brot zählt zu den Grundnahrungsmitteln.

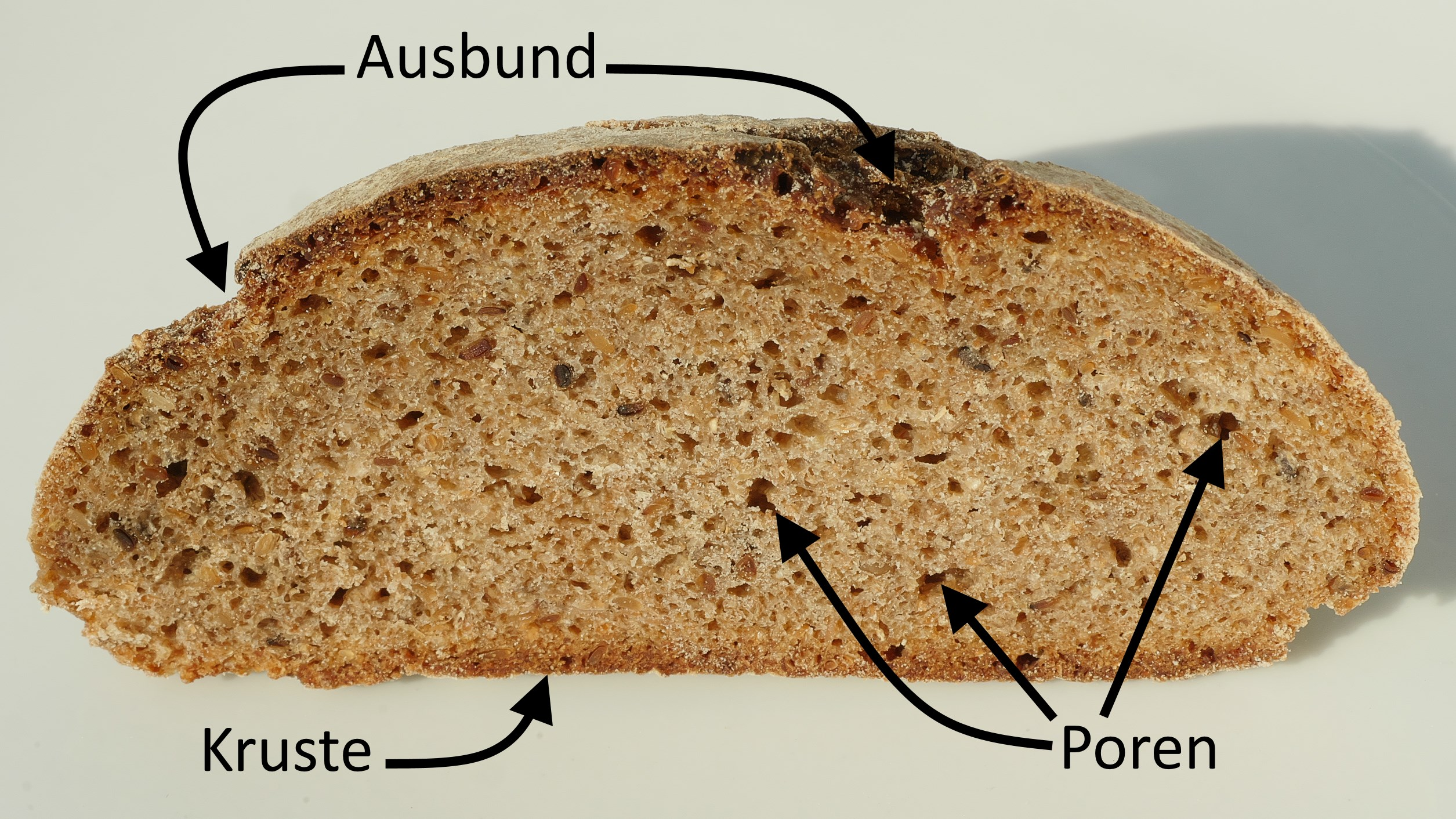
Angeschnittenes Brot aus Roggenvollkornmehl mit den folgenden Bestandteilen: die Krume mit Poren und ganzen Körnern ist umgeben von einer Kruste mit beim Gär-/Backprozess aufgegangenen Ausbünden.

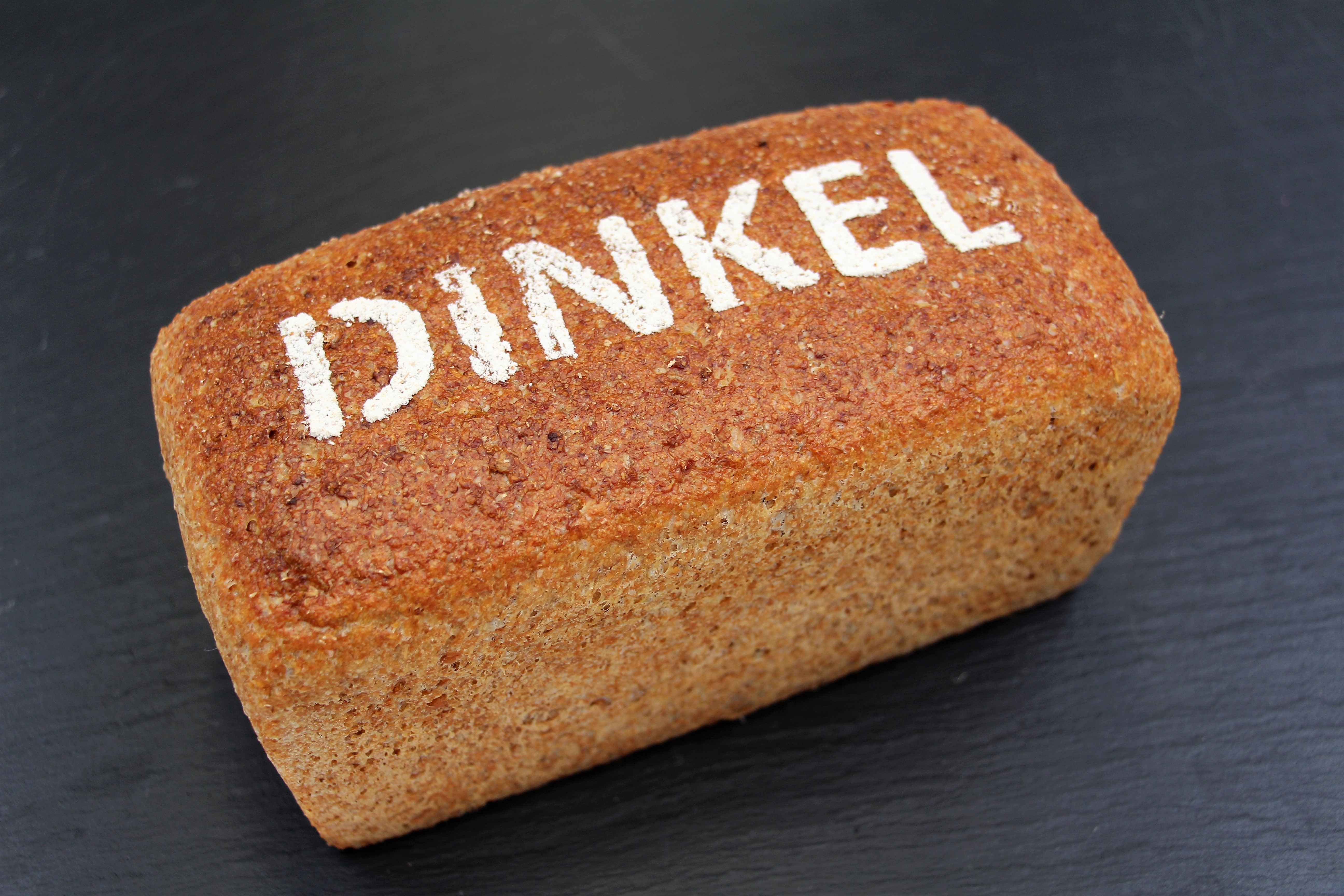
Dinkel-Vollkornbrot, Brot des Jahres 2018

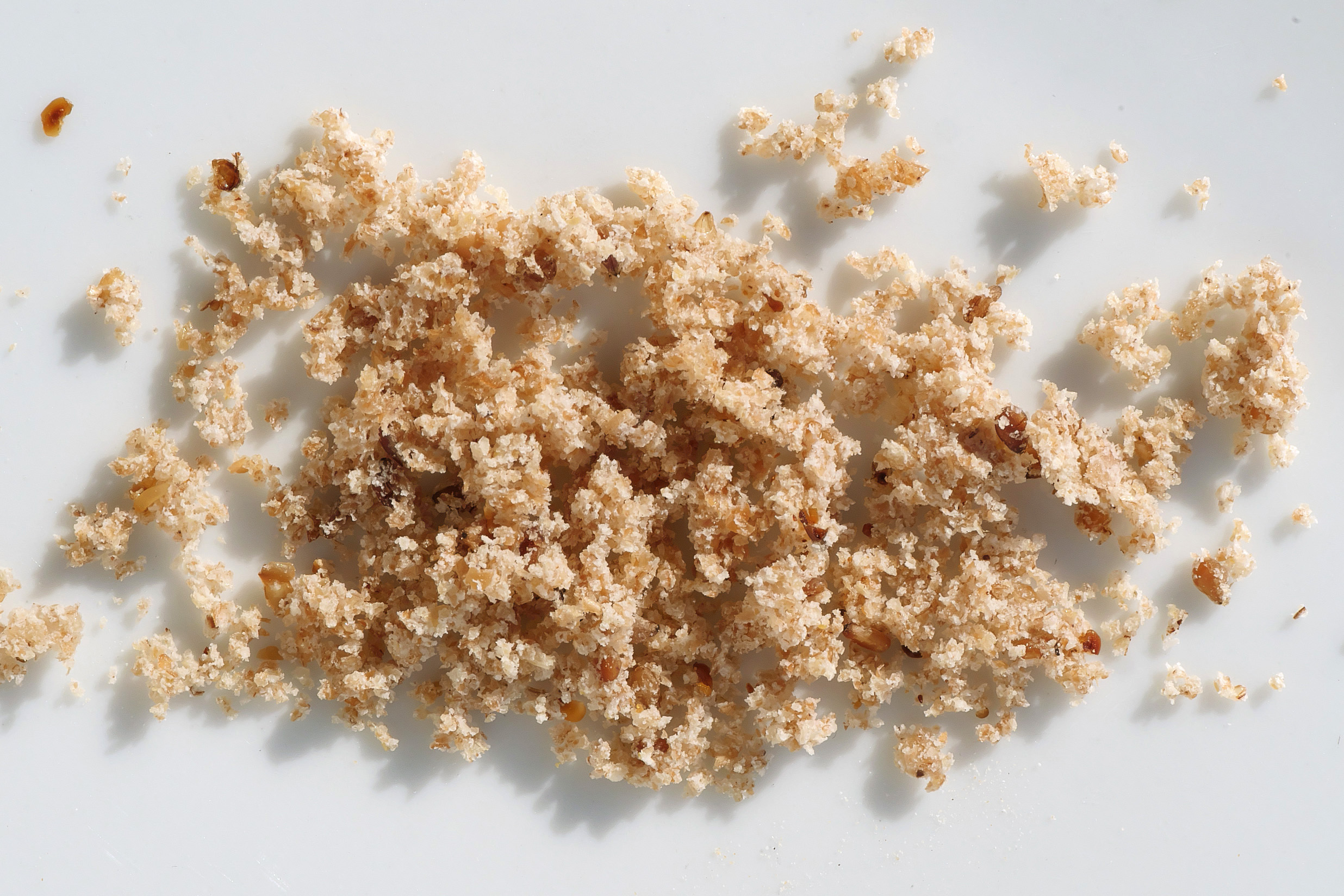
Brotkrümel eines Roggenvollkornbrotes, Brot des Jahres 2020

## Bestandteile
Das feste, dunkle Äußere des Brotes heißt Kruste oder Rinde. Sie enthält Röstaromen, die durch die Maillard-Reaktion beim Backen entstehen. Durch Einschneiden der Brotoberfläche vor dem Backprozess oder durch das zufällige Aufreißen beim Gehen ergeben sich in der Kruste Ausbünde, die die Oberfläche des gebackenen Brotes vergrößern. Die Dicke der Kruste ergibt sich aus der Backdauer, und ihre Farbe ergibt sich aus der Backtemperatur.
Das weiche, lockere Innere des Brotes ist die Krume. Sie enthält je nach Brotsorte mehr oder weniger Poren mit regelmäßiger oder unregelmäßiger Größe, die beim Gären entstanden sind, und gegebenenfalls weitere Bestandteile, wie zum Beispiel ganze Getreide- oder Saatkörner. Die Krume kann eher luftig und leicht oder aber auch kompakt und saftig sein.
Brotkrümel heißen auch Brosamen (aus dem Mittelhochdeutschen) oder Brösel. Die meisten Brotteige können auch in Form kleinerer, etwa handtellergroßer Portionen als Brötchen gebacken werden.

## Zusammensetzung
| Aromastoffe des Brotes                           |
| ------------------------------------------------ |
| 2-Acetyl-1-pyrrolin (rüstig, popcornartig)       |
| Furaneol (karamellartig)                         |
| 3-Methylbutanal (malzig)                         |
| 6-Acetyltetrahydropyridin (rüstig, popcornartig) |
| (E)-2-Nonenal (fettig)                           |
| Methional (gekochte Kartoffeln)                  |
| (E,E)-2,4-Decadienal (fettig, frittiert)         |
| 2-Phenylethanol (blumig, Honig)                  |
| 3-Methylbutan-1-ol (malzig)                      |

Der zu backende Teig besteht aus Mehl, Salz, Wasser und Triebmittel, wie Backhefe und Sauerteig. Für die verschiedenen Varianten können alle möglichen Lebensmittel dem Teig zugesetzt werden, z. B. geraspeltes Gemüse, Kartoffeln, Nüsse und Samen, Röstzwiebeln, getrocknete Früchte, Gewürze und vieles mehr.
Die Definition für Brot nach den „Leitsätzen für Brot und Kleingebäck“ des Deutschen Lebensmittelbuches lautet:

„Brot im Sinne dieser Leitsätze ist ein Lebensmittel, das auf der Basis von Getreide und/oder Getreideerzeugnissen nach Zugabe von Wasser oder wasserhaltigen Flüssigkeiten sowie von anderen Lebensmitteln in der Regel durch Kneten, Formen, Lockern und Backen oder Kochextrudieren des Brotteiges hergestellt wird. Die Zugabe an Fett(en) und Zucker(n) im Brot liegt in der Regel in der Summe nicht über 10 Prozent, bezogen auf den Getreideanteil.“

1,5 kg Roggenmischbrot entstehen aus ca. 1 kg Mehl, 850 ml Wasser und 30 g Salz (ca. 4 TL). Beim Backen verliert das Brot etwa zehn Prozent Gewicht.
Weißbrot weist sowohl an der Brotkruste, als auch an der Brotkrume charakteristische Gerüche auf. Diese entstehen durch das Zusammenspiel unterschiedlicher Verbindungen.

### Regelungen für die Verwendung von Zusatzstoffen
Konservierungsstoffe wie Propionsäure oder Sorbinsäure und deren Salze können zur längeren Haltbarmachung verwendet werden – sind aber nur bei abgepacktem Schnittbrot erlaubt. Dann müssen sie aber auf der Packung deklariert werden. Das ist der Grund, warum die Industrie weitgehend auf deren Einsatz verzichtet. Färbende Zusätze, die eine dunklere Mehltype vorzutäuschen sollen, sind ebenfalls nicht gestattet.

### Erlaubte Zusatzstoffe
Wichtigstes Mehlbehandlungsmittel ist die Ascorbinsäure (Vitamin C). Der Zusatz geringer Mengen (üblicherweise 1–3 g auf 100 kg Mehl) bewirkt bereits eine Steigerung des Gebäckvolumens durch Zunahme an Dehnwiderstand und Gärstabiliät sowie eine Verringerung der Dehnbarkeit des Teiges. Ascorbinsäure wird aber bereits häufig in der Getreidemühle zugesetzt. Sie dient der Mehlreifung, damit das Mehl nicht so lange lagern muss, bis es verarbeitet werden kann.
Als Lebensmittelzusatzstoffe können Mono- und Diglyceride von Speisefettsäuren (MDG) zur Erhöhung der Wasserbindungsfähigkeit eingesetzt werden. Diacetylweinsäureglyceride verteilen das Wasser besser im Teig und sorgen für ein besseres Gashaltevermögen, eine bessere Gärtoleranz und ein größeres Volumen. Milchsäureester von MDG erhöhen die Porenbildung, so dass mehr CO2-Gas gehalten werden kann und das Volumen steigt. Acetate werden als Säuerungsmittel zur Geschmacksverbesserung und zur Krustenbildung eingesetzt. Als Ersatz für herkömmlichen Sauerteig kann Teigsäuerungsmittel (mit Milchsäure besprühtes Mehl) für kostengünstigere Produkte eingesetzt werden, dann ist aber die Zugabe von Backhefe als Triebmittel nötig. Auch Quellmehle oder modifizierte Stärken werden zum Teil beim Brotbacken verwendet. „Modifiziert“ bedeutet „verändert“. Die Stärken werden hierbei vorgequollen, um wie auch bei den Quellmehlen die Wasserbindefähigkeit des Teiges und damit die Frischhaltung zu verbessern. Sie werden in der Lebensmittelindustrie als Emulgatoren bzw. als Mehlbehandlungsmittel eingesetzt. Ihre Wirkung besteht in einer besseren Verteilung von Wasser im Teig, einem besseren Gashaltevermögen, einer besseren Gärtoleranz und einem größeren Volumen der Brote und Brötchen. Weiterhin wird ein Festkleben des Teigs am Metall der Knetmaschine vermieden. Es ist in der EU als Lebensmittelzusatzstoff der Bezeichnung E 472e ohne Höchstmengenbeschränkung (quantum satis) für Lebensmittel allgemein zugelassen.
Der als Mehlbehandlungsmittel am häufigsten eingesetzte Emulgator ist der Diacetylweinsäureester (DAWE).
Eine Studie der Universität Hohenheim fand, dass bei industriell hergestelltem Brot durch eine kurze Gehzeit (meiste eine Stunde) ein hoher Anteil an FODMAP-Kohlenhydraten vorhanden ist. Der hohe Anteil an FODMAP-Kohlenhydraten in solchem Brot verursacht dann Blähungen. Das ist besonders bei Darmerkrankungen wie dem Reizdarmsyndrom problematisch. Während in der traditionellen Brotherstellung der Teig mehrere Stunden geht („Gehzeit“ oder „Teigführung“), gehen gerade Industriebrote deutlich kürzer, meist nur eine Stunde. Eine ausreichend lange Gehzeit ist jedoch wichtig, um die unverdaulichen FODMAP-Kohlenhydrate abzubauen. Einige Mehle (beispielsweise Dinkel, Emmer und Einkorn) enthalten zwar weniger FODMAPs, jedoch ist der Unterschied zwischen den Getreidesorten verhältnismäßig gering (zwischen 1 und 2 Gewichtsprozent). Stattdessen lassen sich 90 % der Beschwerden verursachenden FODMAPs während einer Gehzeit von 4 Stunden abbauen. In der Untersuchung wurden Vollkorn-Hefeteige nach verschiedenen Gehzeit untersucht; der höchste Gehalt an FODMAPs war jeweils nach einer Stunde vorhanden und nahm anschließend ab. Die Studie zeigt also, dass im Wesentlichen die Backtechnik und nicht die Getreidesorte entscheidet, ob ein Brot gut verträglich ist oder nicht. Eine bessere Verträglichkeit von Brot aus Urgetreide lässt sich daher auch nicht mit dem Urgetreide selbst erklären, sondern dass beim Verbacken von Urgetreide in der Regel traditionelle, handwerkliche Backtechniken eingesetzt werden, die eine lange Teigführung mit umfassen. Die Untersuchung zeigte zudem, dass eine lange Teigführung zudem unerwünschte Phytate besser abbaut, sich die Aromen besser entfalten und das fertige Brot mehr biologisch zugängliche Spurenelemente enthält.

## Brotsorten

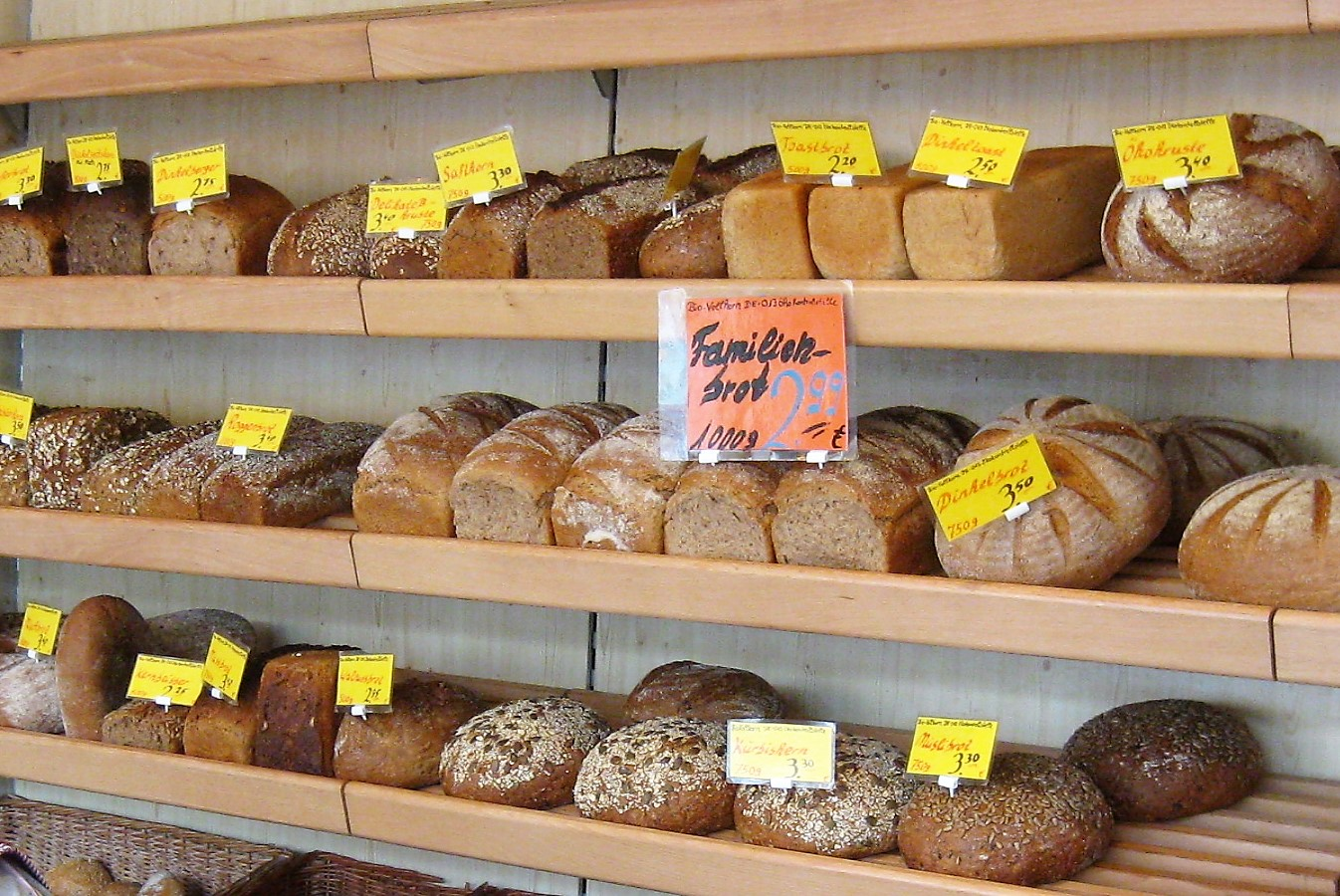
Angebot an verschiedenen Brotsorten im Verkaufsraum einer Bäckerei in Deutschland

Eine grobe Einteilung der Brotsorten geschieht zunächst nach den verwendeten Mahlerzeugnissen. Die beiden Hauptgruppen bestehen aus Weizen- und Roggenmahlerzeugnissen.
| Weizenmehl                                        | Roggenmehl                                        |
| ------------------------------------------------- | ------------------------------------------------- |
| Weizenbrot: mind. 90 % WM                         | Roggenbrot: mind. 90 % RM                         |
| Weizenmischbrot: über 50 bis 89 % WM              | Roggenmischbrot: über 50 bis 89 % RM              |
| Weizenschrotbrot: mind. 90 % Wz.-backschrot       | Roggenschrotbrot: mind. 90 % Rg.-backschrot       |
| Weizenvollkornbrot: mind. 90 % Wz.-vollkornschrot | Roggenvollkornbrot: mind. 90 % Rg.-vollkornschrot |

| Schrotbrot mind. 90 % Backschrot              | Weizen- und Roggenbackschrot in beliebigem Verhältnis |
| Vollkornbrot mind. 90 % Vollkornschrot, -mehl | Weizen- und Roggenvollkorn in beliebigem Verhältnis   |

Daneben gibt es auch eine Reihe von geografischen Bezeichnungen („Gattungsbezeichnungen“), wie z. B. Friesisches Weißbrot, Paderborner Brot, Frankenlaib oder Berliner Landbrot. Sie dürfen überall hergestellt und angeboten werden.
International gilt Deutschland als das Land, in dem die meisten Brotsorten gebacken werden. Grund hierfür ist einerseits die Getreidevielfalt, die aufgrund von Anbaubedingungen im Gegensatz zu anderen Ländern nicht nur Weizen umfasst, sondern auch Roggen (z. B. in Norddeutschland) oder Dinkel (z. B. schwäbische Alb). Ein weiterer Grund der Brotvielfalt ist die Kleinstaatlichkeit vergangener Zeiten, die es so in anderen, vorwiegend zentralistisch geprägten Ländern nicht gab und zu unterschiedlichen Backkulturen in den einzelnen Ländern Deutschlands führte. Auch die Qualifikation und Kreativität der deutschen Bäckermeister – ein Ausbildungsgang, den es in anderen Ländern nicht gibt – trägt zur weltweit einzigartigen deutschen Brotkultur bei. Der Zentralverband des Deutschen Bäckerhandwerks erfasst die deutschen Brotvielfalt in einem Online-Brotregister, mit dem Ziel, das 2014 vergebene Gütesiegel als „Immaterielles Kulturerbe“ zu erhalten. Von den geschätzt ca. 3200 verschiedenen Brotsorten sind 2.944 (Stand: 1. Juni 2022) verschiedene Brotsorten anerkannt worden.
Die am häufigsten verzehrte Brotsorte im deutschsprachigen Raum ist Mischbrot, das aus einer Mischung von Roggen- und Weizenmehl gebacken wird, während in den Mittelmeerländern fast ausschließlich Weizenbrote verzehrt werden. In Frankreich werden traditionell Weizenbrote gegessen. Bekannt sind Baguettes und Croissants als Frühstücksgebäcke. In den Bäckereien wird mehrmals täglich gebacken, da Weißbrote nicht lange frisch bleiben.

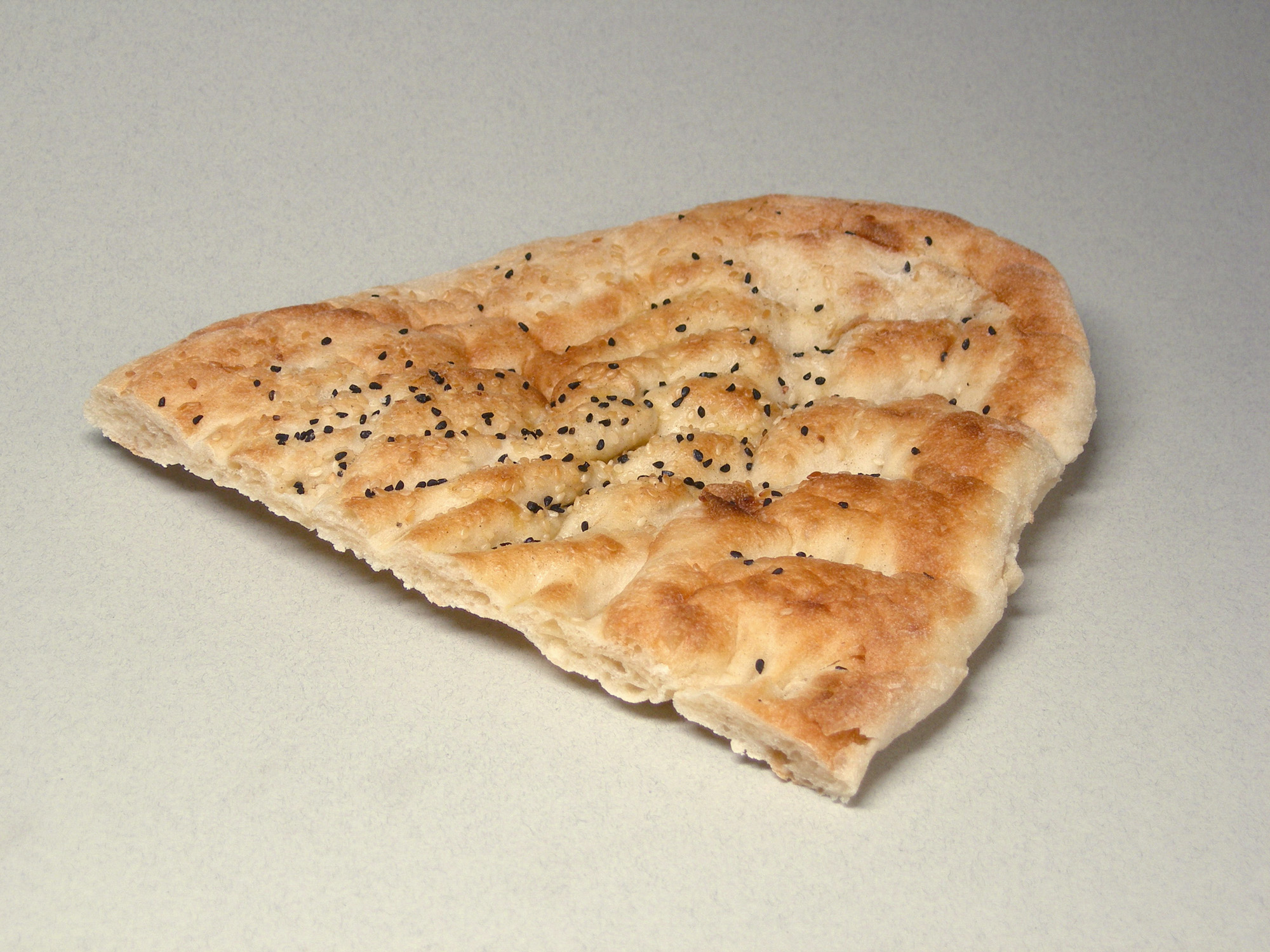
Fladenbrot
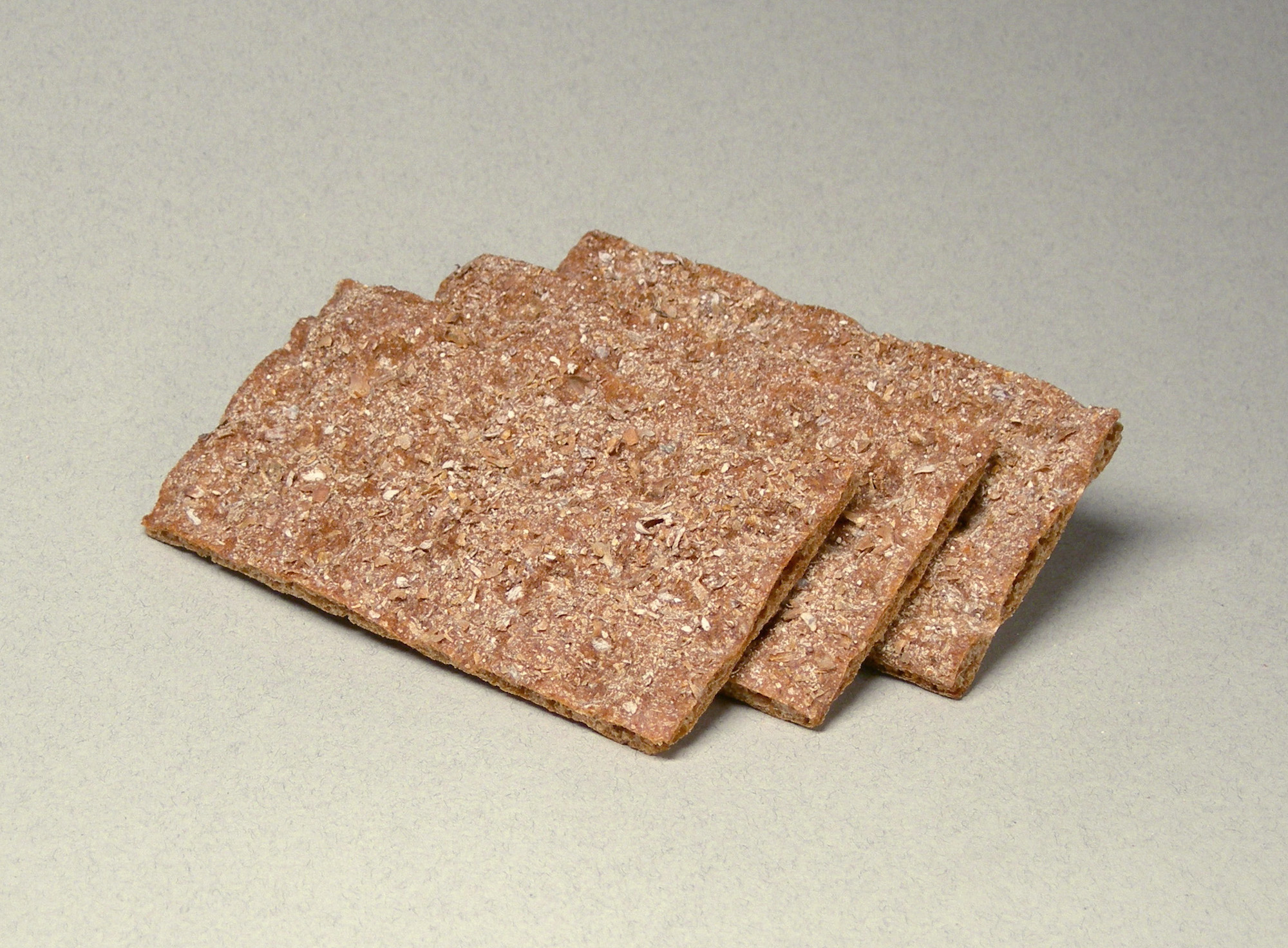
Knäckebrot
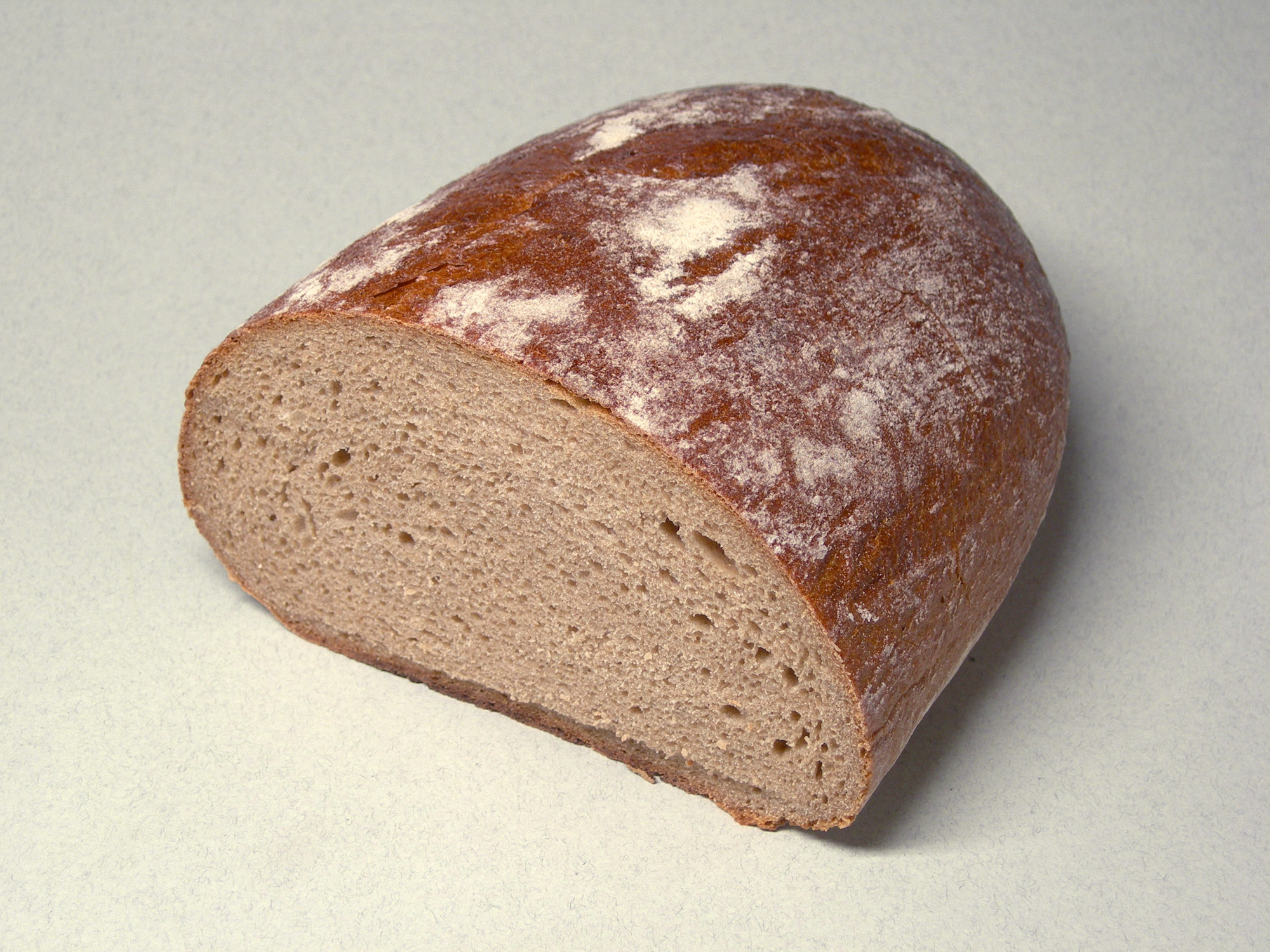
Roggen-Mischbrot
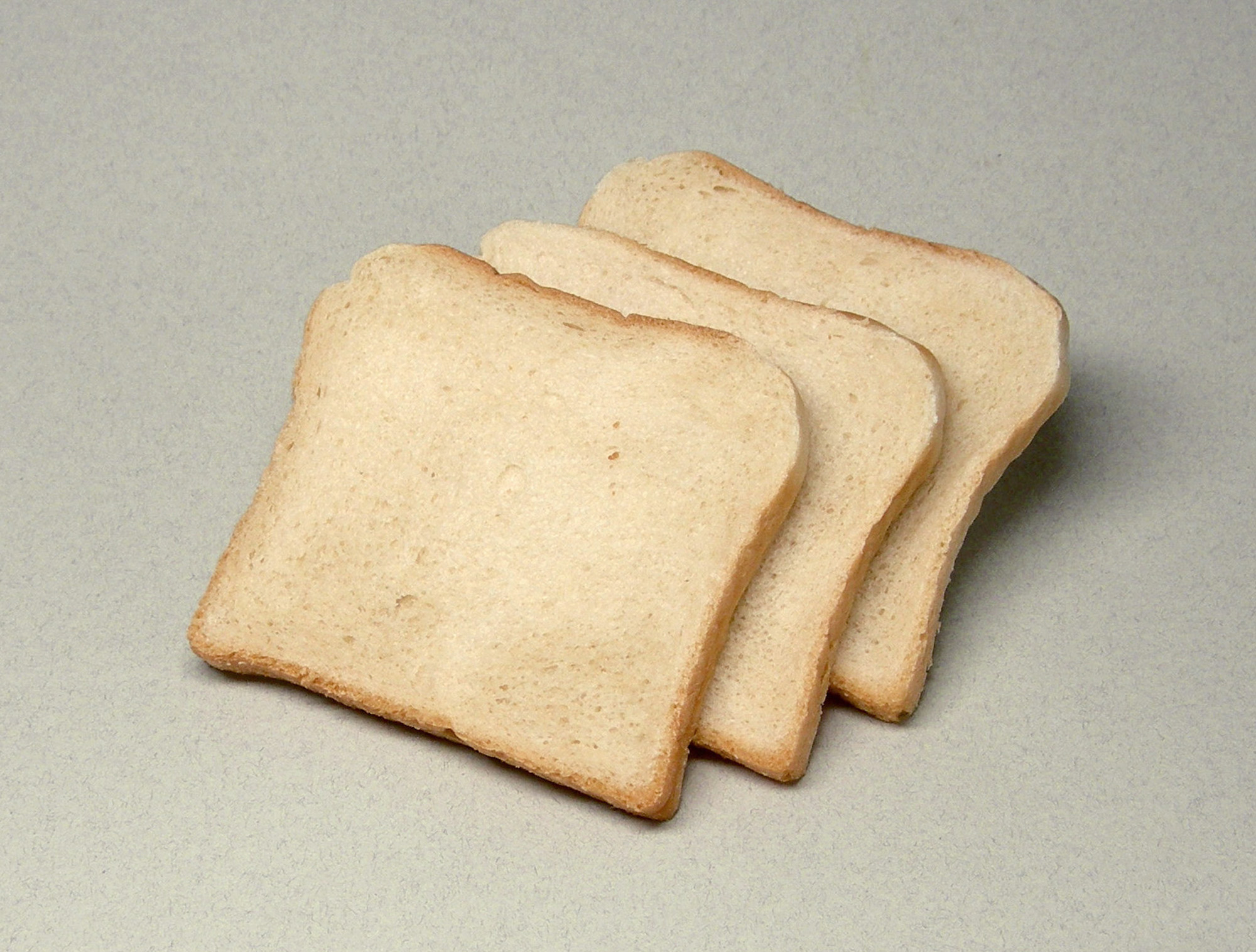
Toastbrot
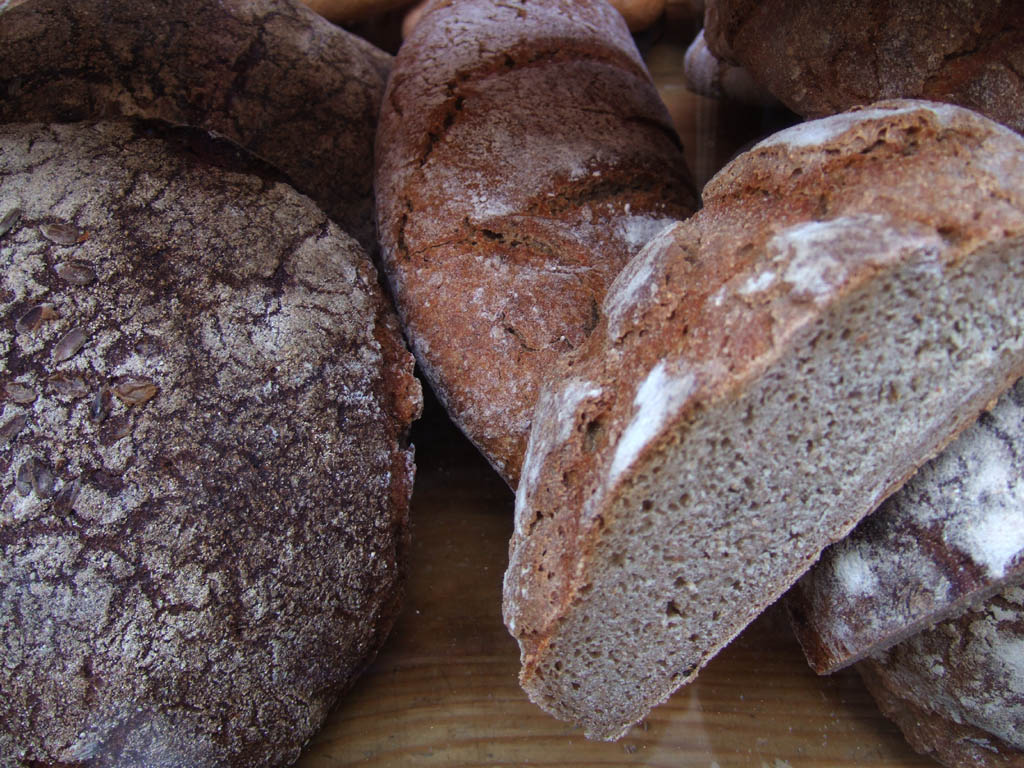
Vollkornbrot
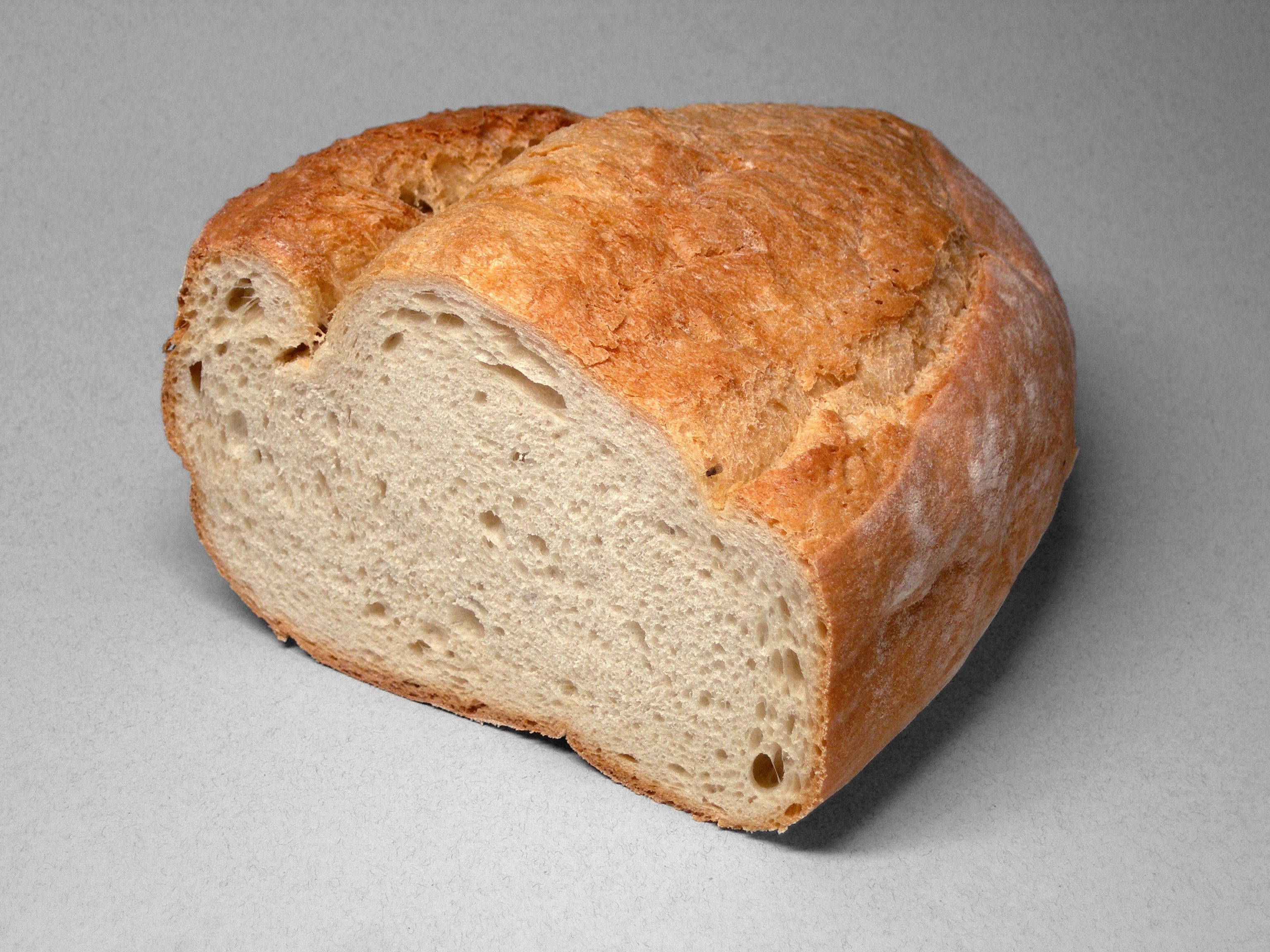
Weißbrot

## Brotformen

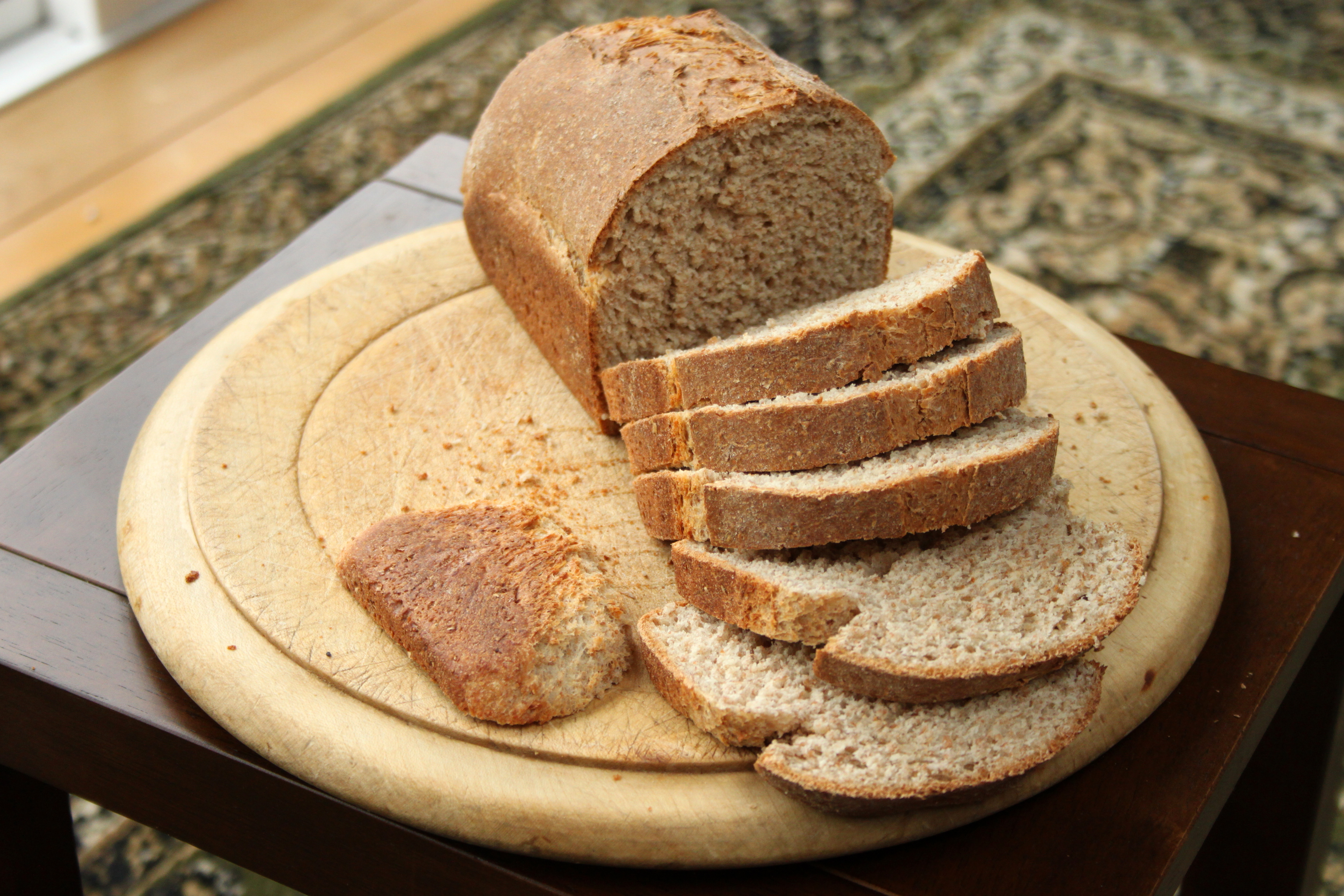
Vollkorn-Kastenbrot

| Bezeichnung           | Brotform                                                                                                 |
| --------------------- | --- |
| Kastenbrot            | in Formen gebacken, mit geringer seitlicher Kruste                                                       |
| Stangenbrot           | länglich, Oberfläche mehrmals schräg eingeschnitten                                                      |
| Fladenbrot            | meist rundes, flaches Brot, z. B. Vinschgauer                                                            |
| Angeschobenes Brot    | Teiglaibe, die aneinander eingeschoben und gebacken werden (ohne seitliche Kruste)                       |
| Frei geschobenes Brot | Teiglaibe, die einzeln mit Abstand eingeschoben und gebacken werden (gesamte Oberfläche hat eine Kruste) |

## Handwerkliche Herstellung

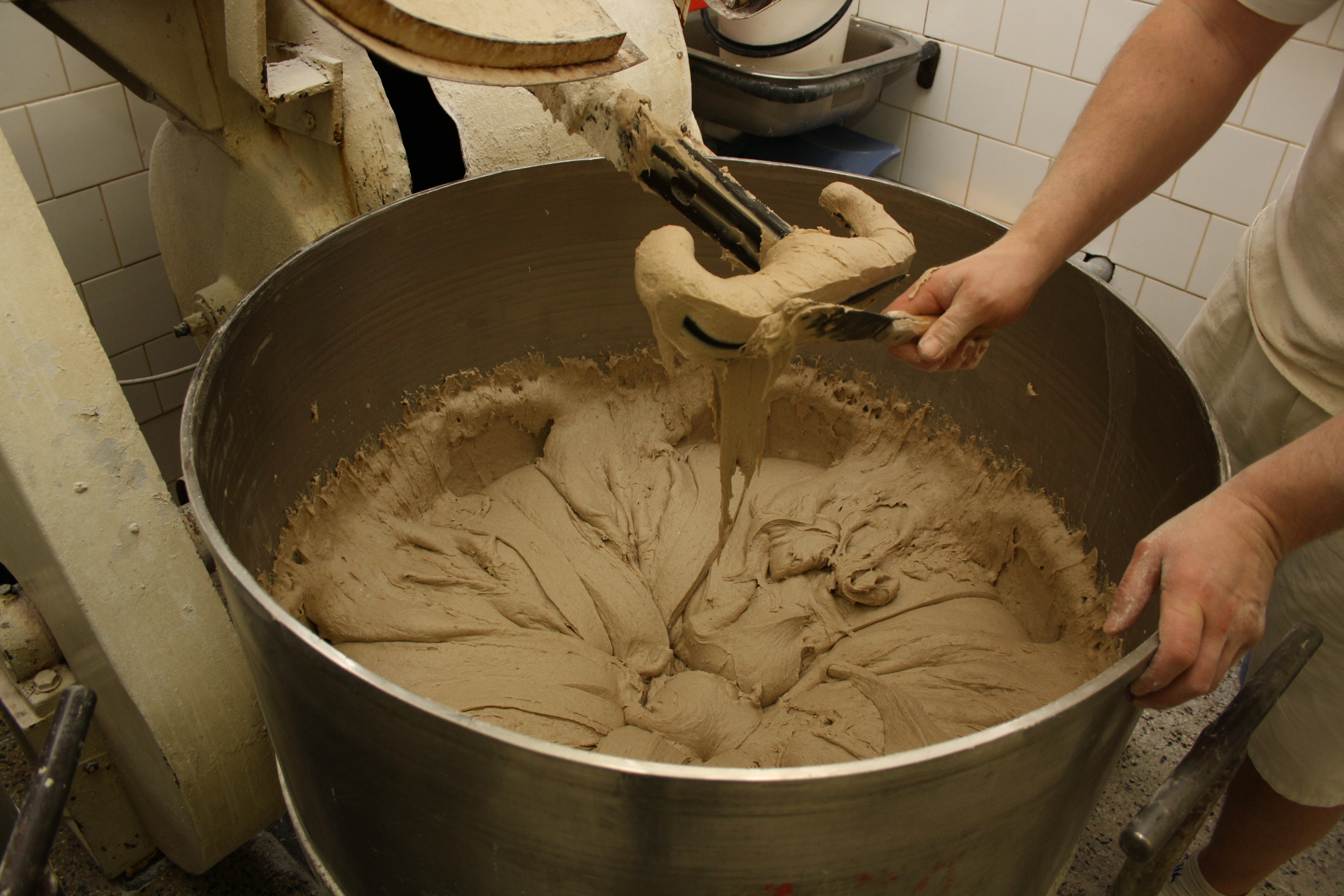
Fertig gekneteter Teig
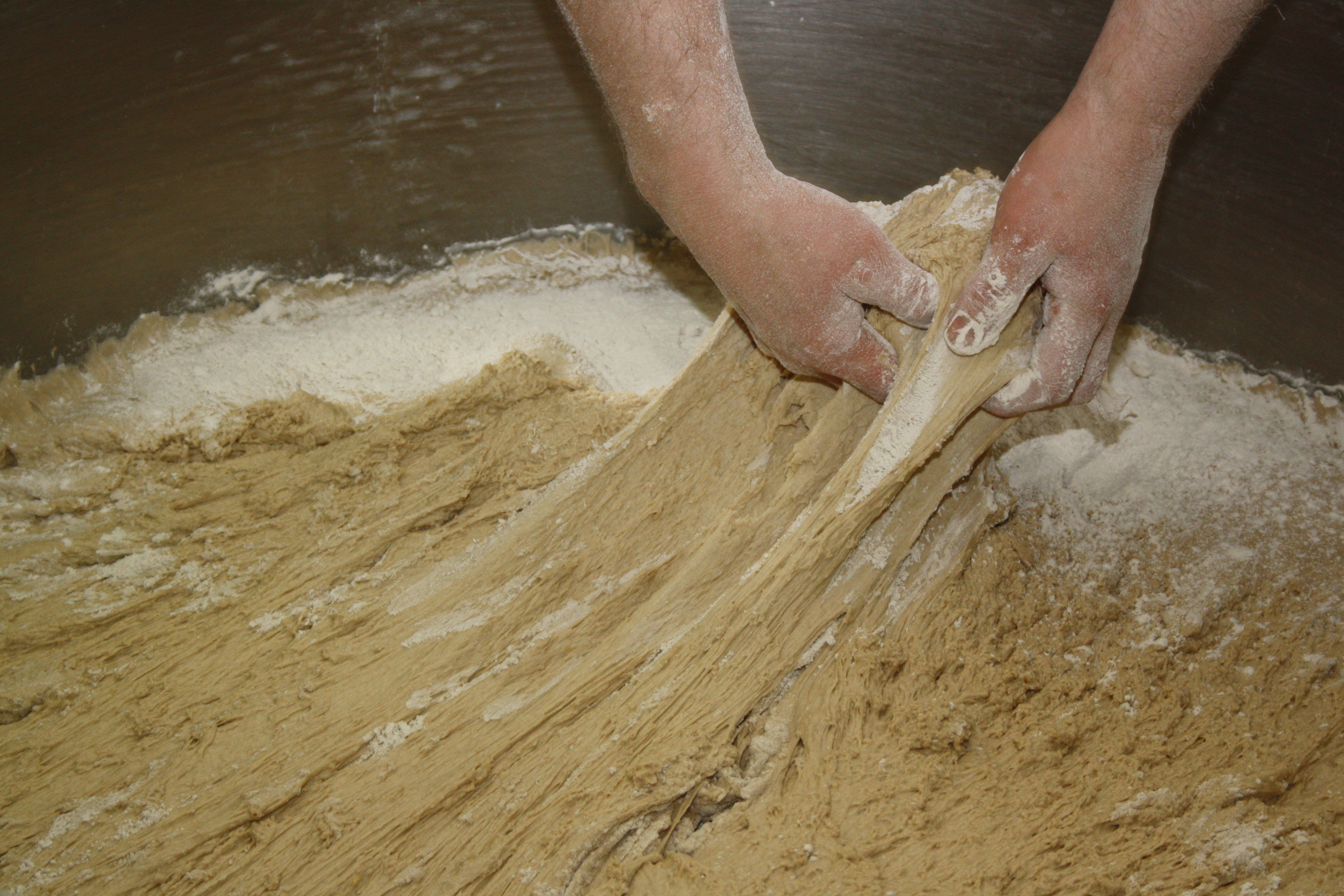
Portionsstücke werden abgeteilt; der Teig wird „ausgebrochen“
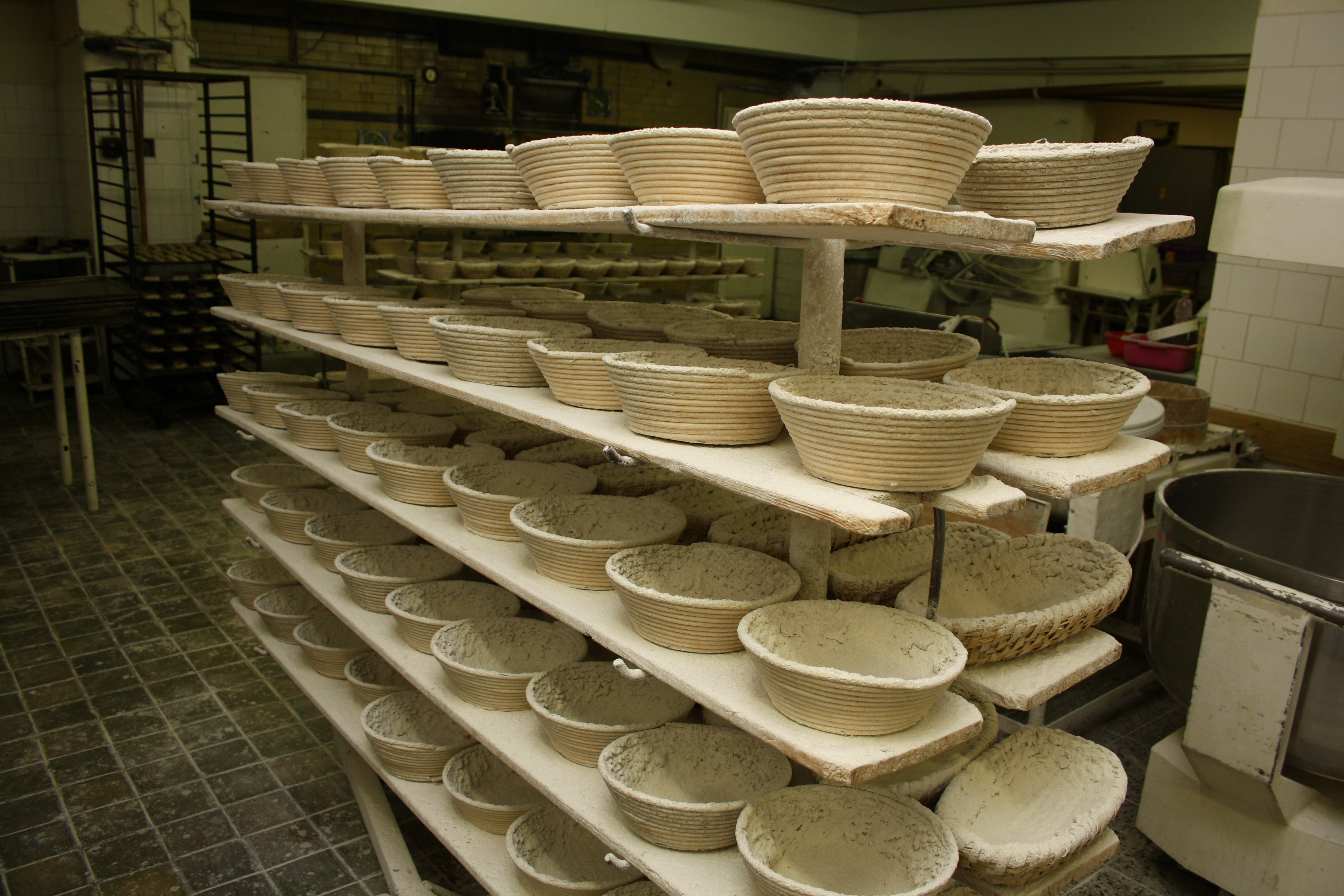
Gärkörbe
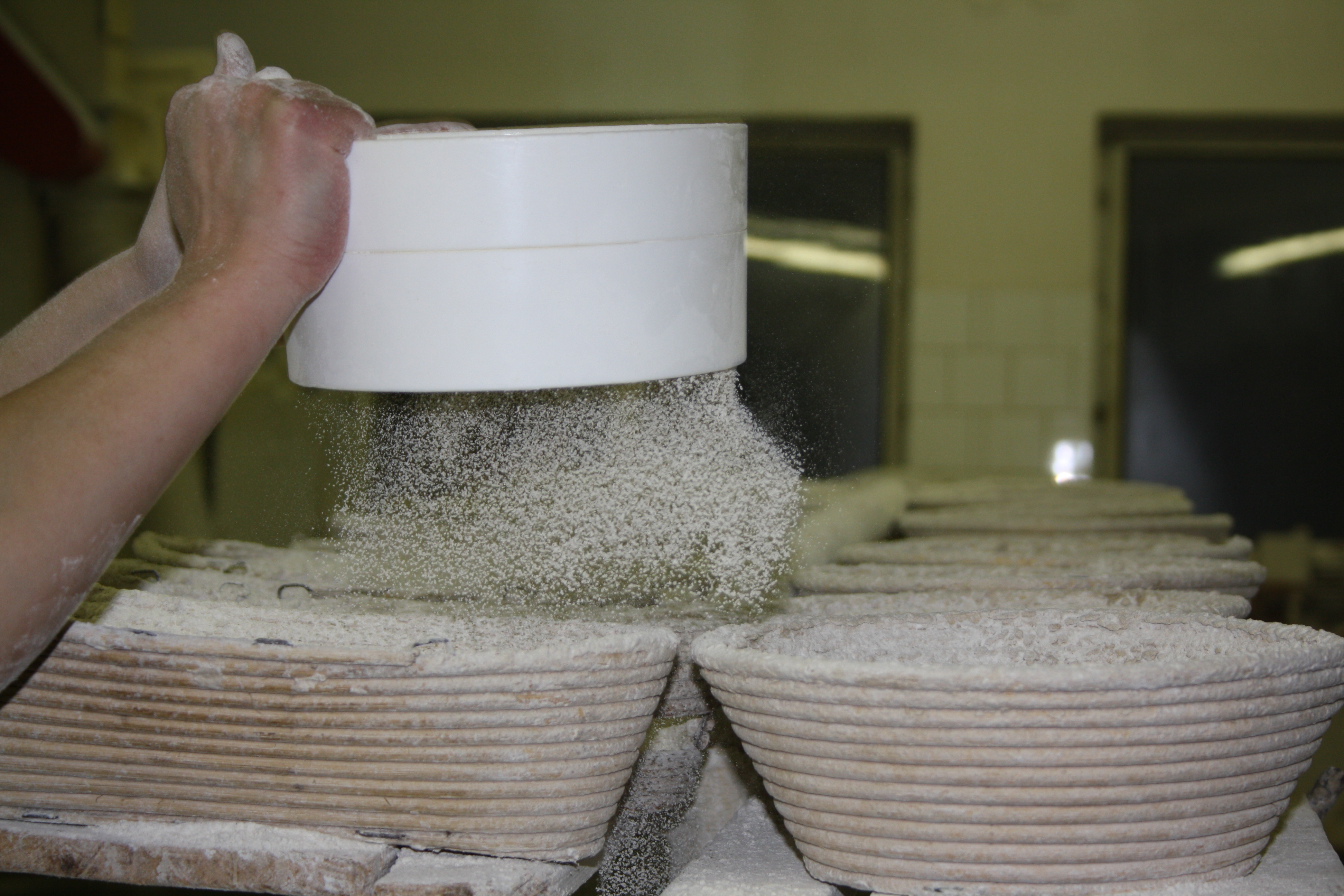
… werden bemehlt
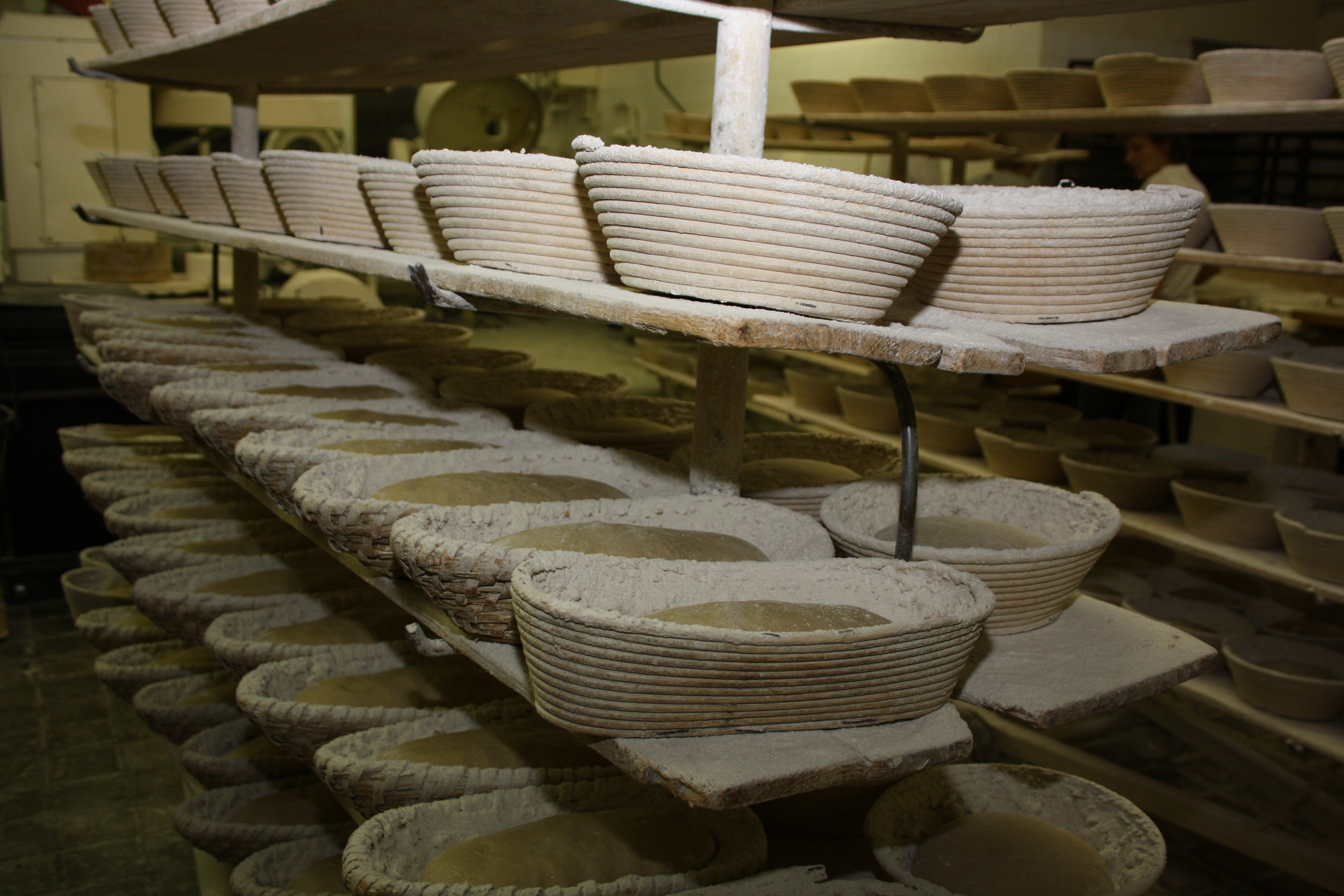
Teiglinge vor dem Einschieben in den Gärschrank
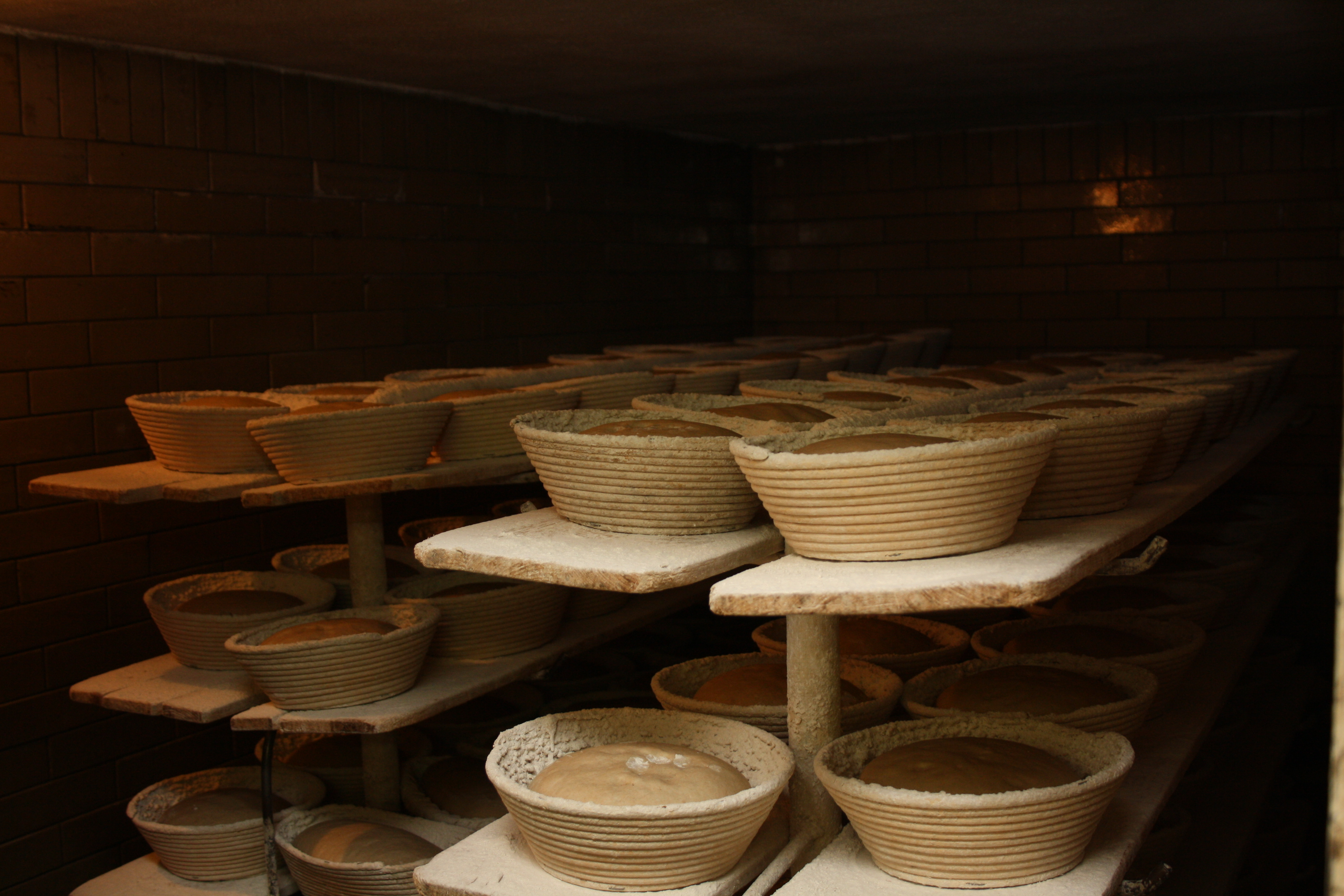
Teiglinge nach der Stückgare
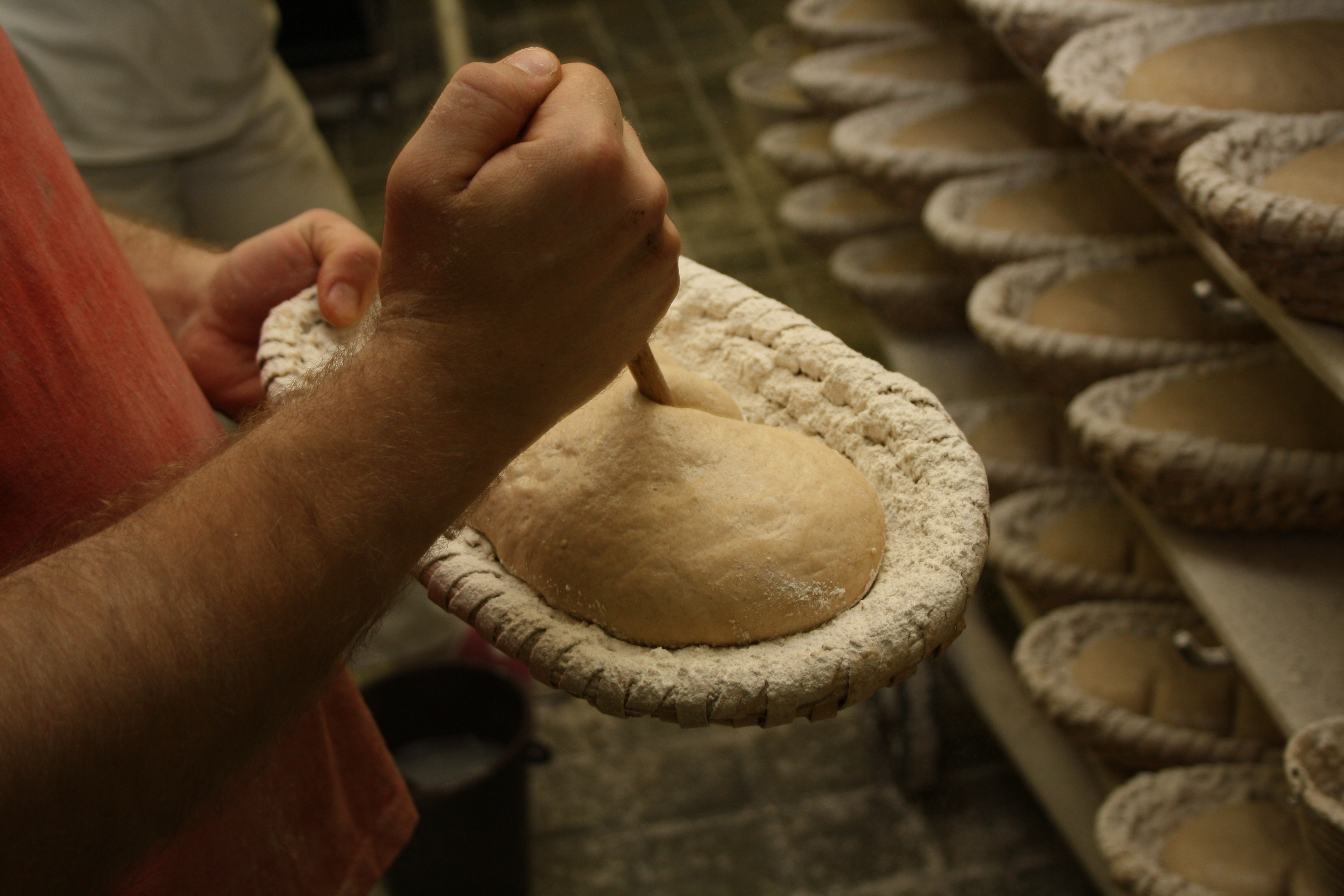
Einschneiden der Oberfläche
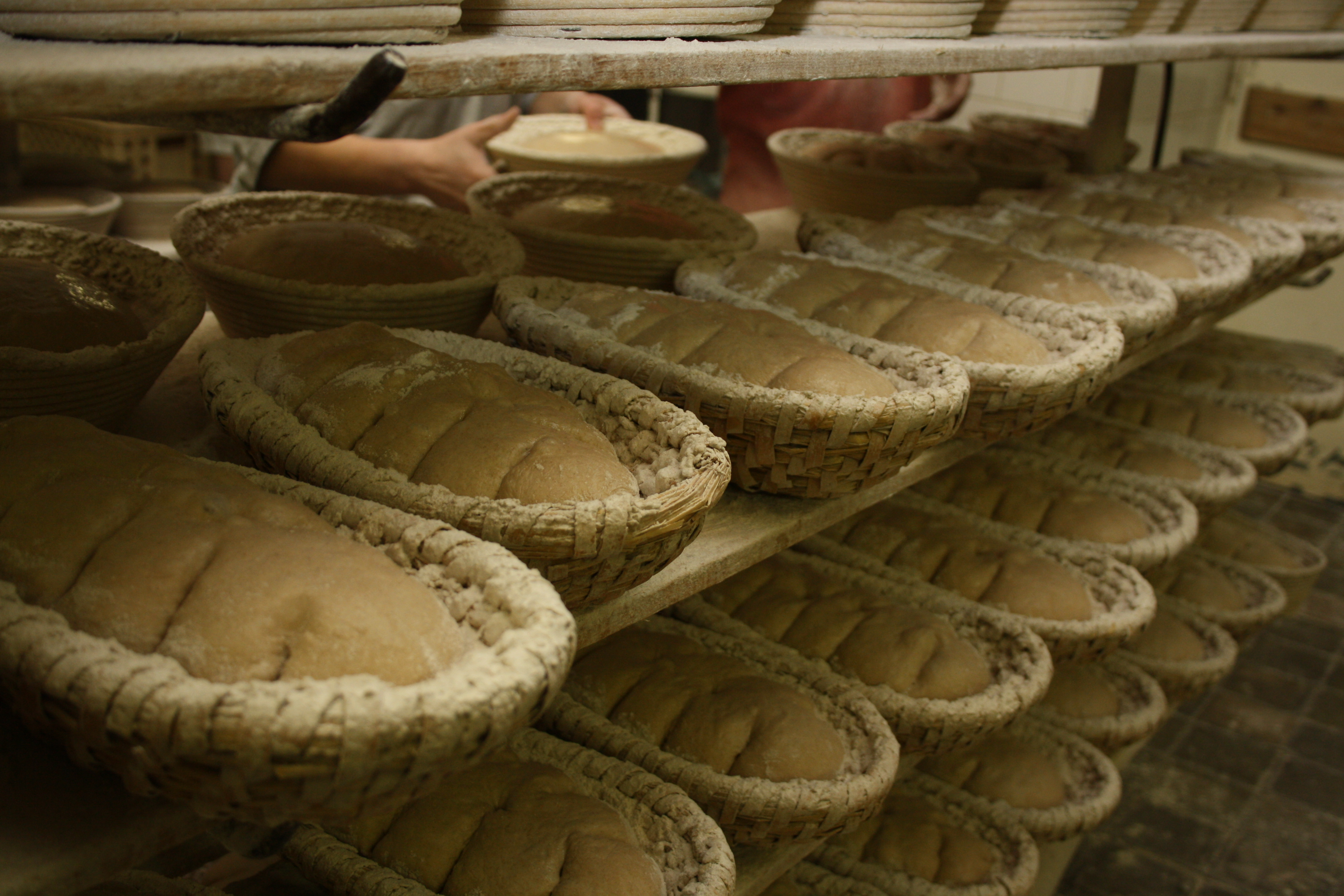
Fertig gegangene Teiglinge
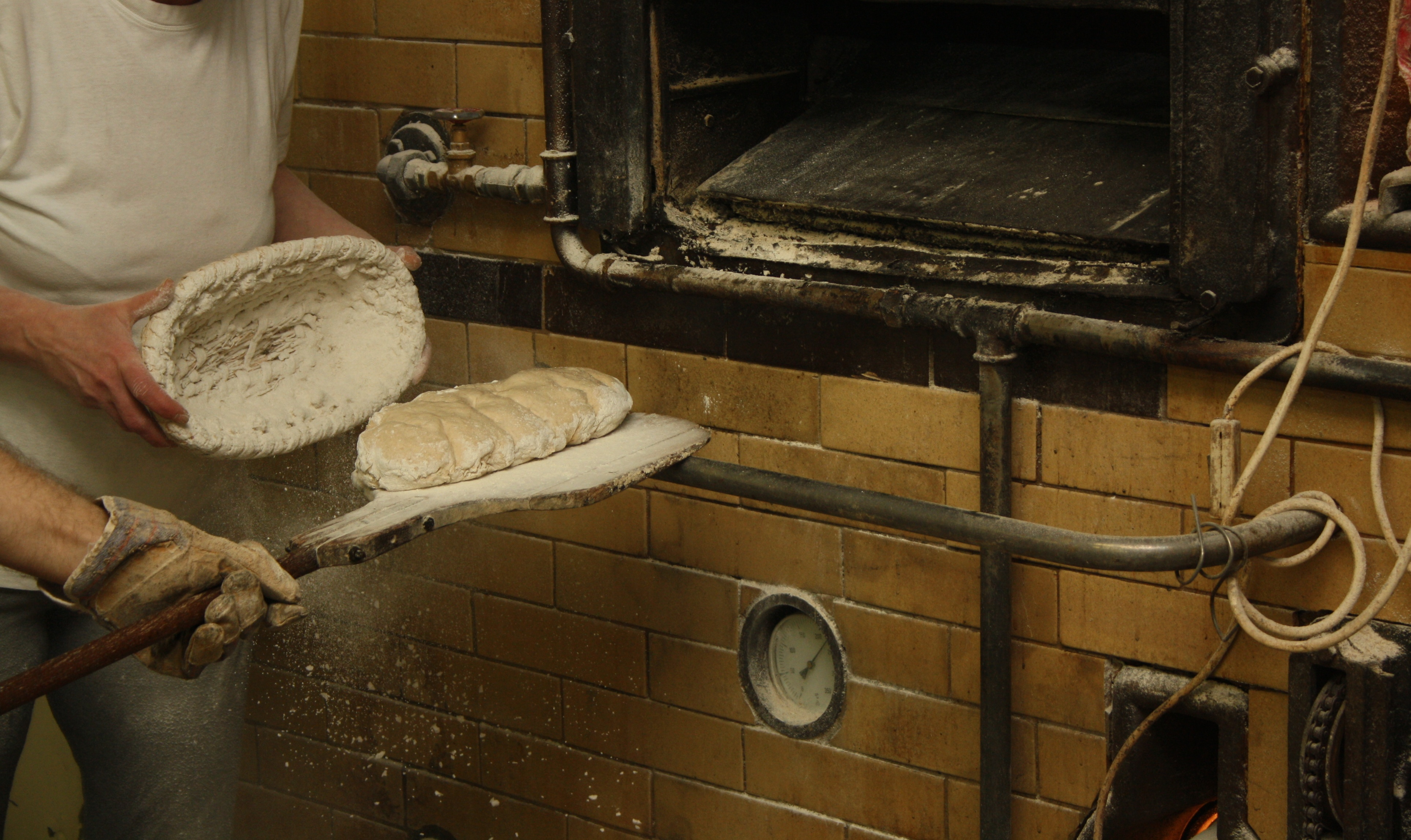
Teiglinge kommen auf den Schieber
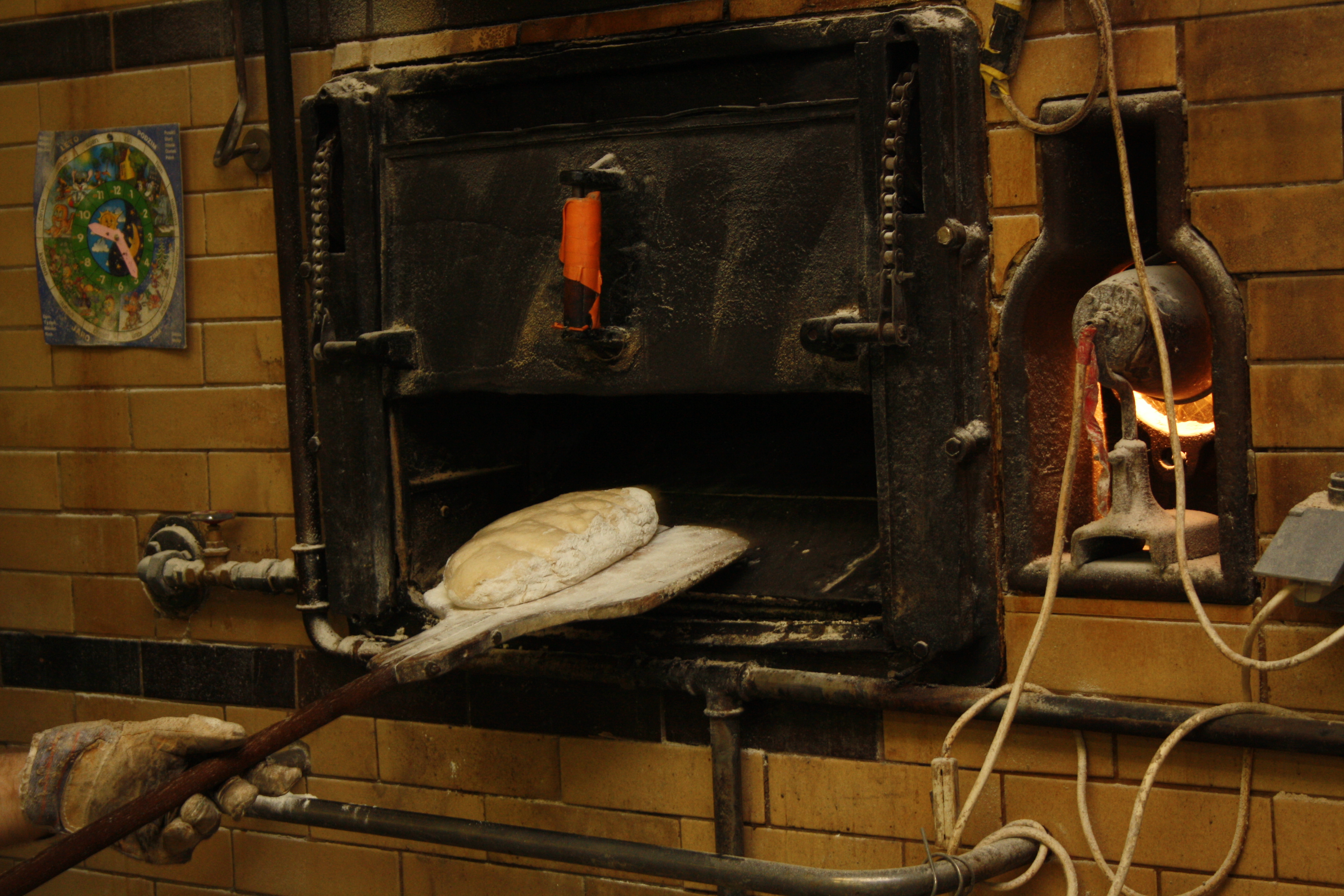
„Einschießen“ der Teiglinge
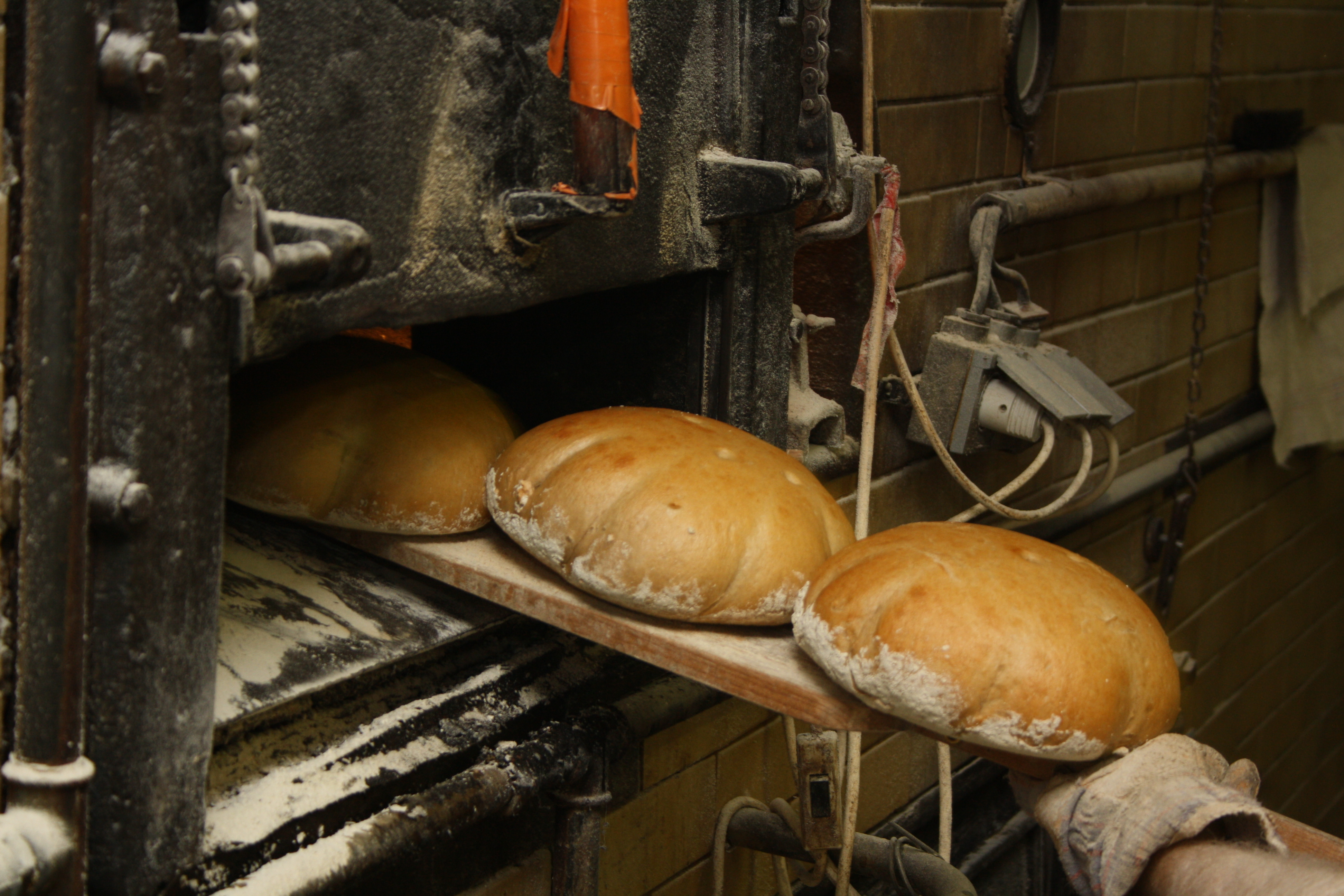
Fertige Brote …
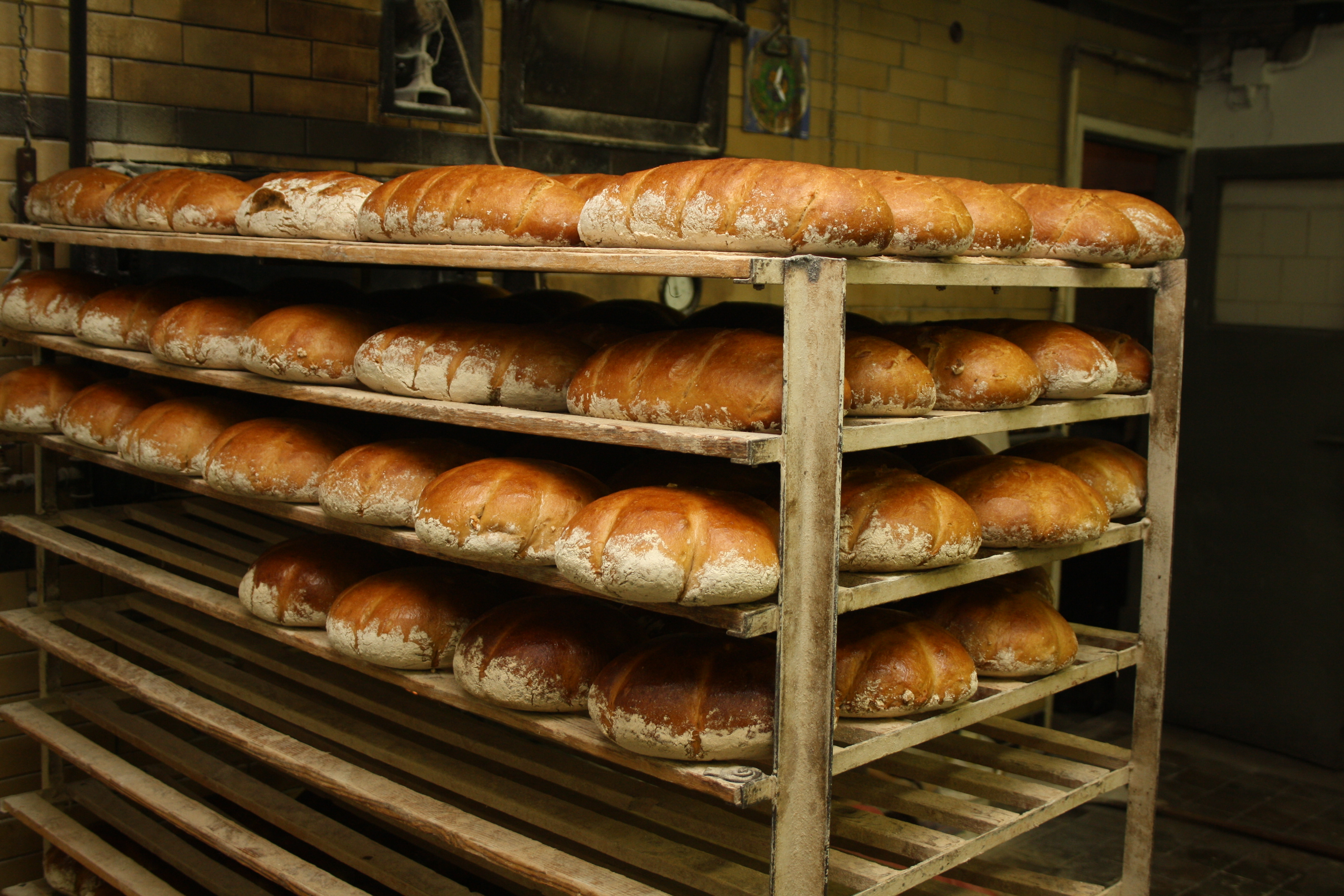
… werden abgekühlt

## Geschichte

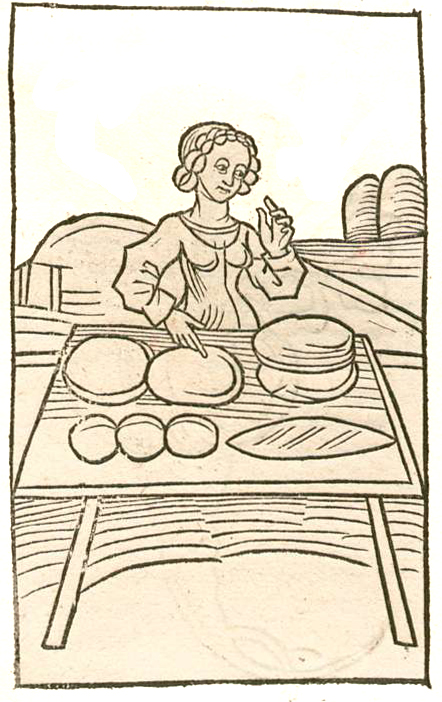
Hortus sanitatis, Mainz 1491: Abbildung zum Kapitel Panis – Brot

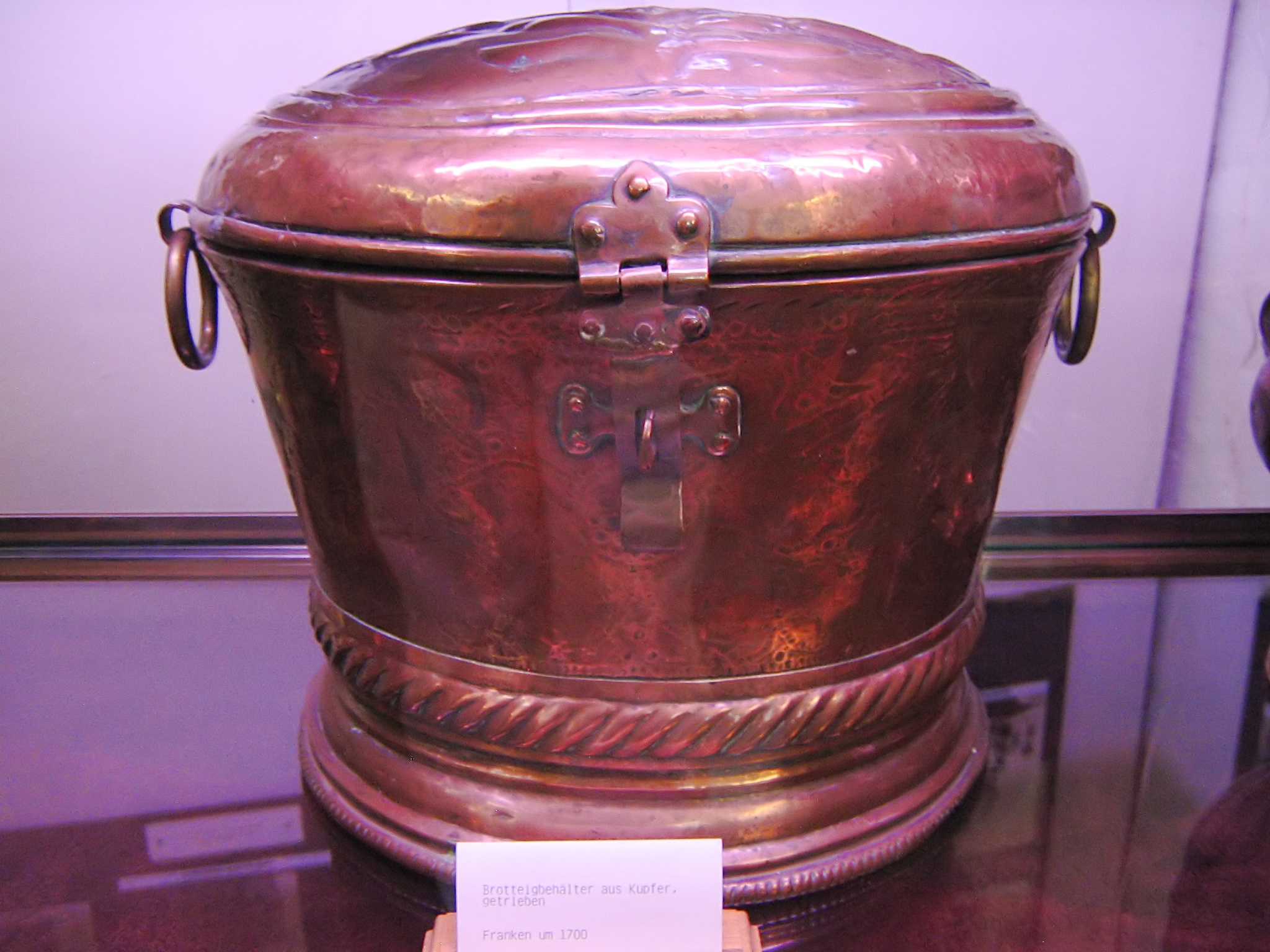
Brotteigbehälter aus Kupfer (Franken, um 1700)

Spätestens ab der mittleren Altsteinzeit wurden wilder Hafer und Gerste zu Mehl vermahlen und wahrscheinlich gewässert und gekocht oder gebacken, um das Mehl genießbar zu machen. Am Fundplatz Shanidar, einer von Neandertalern bewohnten Höhle im Nordirak, wurden über 40.000 Jahre alte Spuren von Wildgerste gefunden, die offenbar erhitzt worden waren.
In der Grotta Paglicci in Süditalien fand man über 30.000 Jahre alte Spuren von Gräserstärke an Mörsergeräten. Auch nördlich der Alpen wurden bereits vor 30.000 Jahren Wildpflanzen gemahlen, wie Funde aus Russland und Tschechien belegen. Ebenfalls auf ein Alter von 30.000 Jahren werden Mahlsteine aus Australien geschätzt.
In Ohalo II in Israel wurden 20.000 Jahre alte Sichelklingen gefunden und es wurde Weizen und Gerste nachgewiesen. Wahrscheinlich wurde das Wildgetreide zu Mehl vermahlen und auf den vor den Hütten gefundenen flachen Steinen zu Fladen gebacken.
Die mit einem Alter von 14.400 Jahren bisher ältesten Reste von wohl ungesäuertem Brot wurden in der Natufien-Siedlung Shubayqa 1 im Nordosten Jordaniens gefunden. Dabei handelt es sich um verkohlte Brotreste aus wildem Getreide (Einkorn), Strandbinsen und Wurzeln, die an alten Feuerstellen ausgegraben wurden. Damit wurde nachgewiesen, dass das Brotbacken mindestens rund 4.000 Jahre vor Entwicklung der Landwirtschaft und des Getreideanbaus entwickelt wurde.
Vor ca. 10.000 Jahren begann der Mensch dann mit dem systematischen Anbau von Getreide zur eigenen Ernährung. Ursprünglich wurde das Getreide gemahlen und mit Wasser vermengt als Brei gegessen. Später wurde der Brei auf heißen Steinen oder in der Asche als Fladenbrot gebacken. Vermutlich sind gebackene Fladen schon frühzeitlichen, nomadischen Völkern bekannt gewesen. Aus wildem Getreide und anderen Zutaten gekochter Brei wurde auf heißen Steinen getrocknet und war so haltbar und transportierbar.
Zwei Erfindungen haben das Brotbacken entscheidend verändert: Die eine war der Bau von Backöfen. Auf den Steinen lassen sich nur flache Brote backen. Ein runder Laib muss beim Backen von der Hitze ganz umschlossen sein, damit er gleichmäßig durchbacken kann. Die ersten Öfen bestanden lediglich aus einem Topf, der umgekehrt auf den heißen Stein gestürzt wurde (eine Methode, die heute noch gerne von Pfadfindern am Lagerfeuer praktiziert wird).
Die zweite wichtige Entdeckung, die das Brotbacken grundlegend verändert hat, war die Wirkung von Hefen. Wenn man den ungebackenen Brotteig stehen lässt, sorgen in der Luft vorhandene Hefen für eine Gärung – aus dünnen Teigen wird eine Art vergorenes Getränk, aus dickeren ein Hefeteig, aus dem sich Brot backen lässt, das lockerer und schmackhafter ist, als das aus ungegorenem Teig.
Da es verschiedene Hefepilze gibt, die sich unterschiedlich verhalten, waren diese Prozesse zunächst sehr vom Zufall abhängig. Der Mensch lernte erst im Laufe der Zeit, dies zu steuern, indem er von dem gut gelungenen gegorenen Teig eine kleine Menge vor dem Backen abnahm und diese dem nächsten Teig wieder zusetzte – die Methode der Sauerteiggärung, die noch heute angewendet wird.
Gesäuertes Brot dürfte nach archäologischen Funden schon vor über 5.000 Jahren bekannt gewesen sein, unter anderem in Ägypten, wo schon damals Brot in größerem Maße in Bäckereien hergestellt wurde. Die Ägypter hatten in der Antike auch den Beinamen Brotesser. Sie waren es, die als erste Hefe kultivierten und damit die erste Bäckerhefe verwendeten.
Von den Ägyptern wurden die Backöfen weiter entwickelt, die ersten waren aus Lehm und ähnelten Bienenkörben. Darin konnte eine sehr hohe Hitze erreicht werden, die die im Teig vorhandene Feuchtigkeit augenblicklich in Dampf verwandelt. So wird das Volumen der Brote stark vergrößert und die Krustenbildung verzögert.
Zwischen 2860 und 1500 v. Chr. waren im Land am Nil 30 verschiedene Brotsorten (z. B. Chet-Brot) bekannt. Von Ägypten aus gelangten die Kenntnisse des Brotbackens über Griechenland und das Römische Reich nach Europa. Die Römer bauten die ersten großen Mühlen und stellten feines Mehl her. Sie erfanden eine Vorrichtung zum Teigkneten: In einem Trog wurden über eine Mechanik Rührhölzer bewegt, indem ein Ochse oder ein Sklave darum herum lief.
Nördlich der Alpen wurden Hefeteige zur Brotherstellung (entweder mit Hefe aus der Bierherstellung, die hier seit dem 3. Jahrtausend v. Chr. bekannt war, oder aber auch aus Hefemischungen wie Sauerteig) ab 713 v. Chr. nachgewiesen.
Nach den römischen Grundtechniken wurde mit kleinen Veränderungen in Europa bis ins 19. Jahrhundert hinein Brot gebacken. In mehreren Dörfern gab es Gemeinschaftsöfen, in denen einmal in der Woche jeder sein Brot backen konnte.

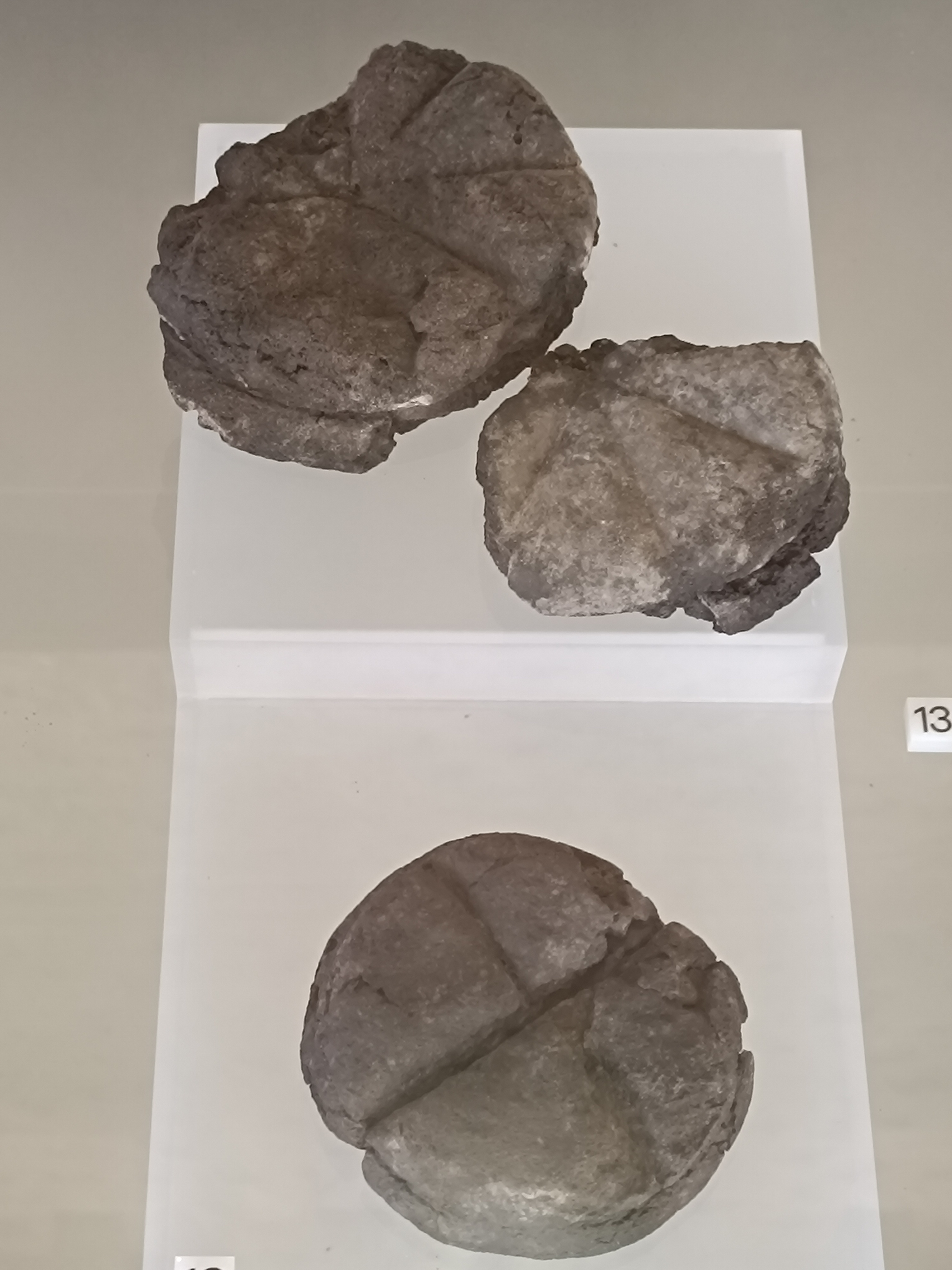
Brotlaibe aus Pompeji, die im Backofen 79 n. Chr. beim Ausbruch des Vesuv aufgrund von Karbonisierung konserviert blieben

Eine römische Großbäckerei war vor 2000 Jahren in der Lage, 36.000 Kilogramm Brot pro Tag herzustellen. Nach dem Untergang des Römischen Reiches stieg das Weißbrot in den Rang einer Festtags- und Herrenspeise auf. Diese Stellung behielt es in Deutschland bis in die Zeit nach dem Dreißigjährigen Krieg und in Russland bis zum Beginn des 20. Jahrhunderts. Für die ärmeren Schichten war nur das dunkle Brot erschwinglich. In vielen Ländern wird Brot als Grundlage von Suppen und Eintöpfen verwendet.

## Kulturgeschichtliche Bedeutung

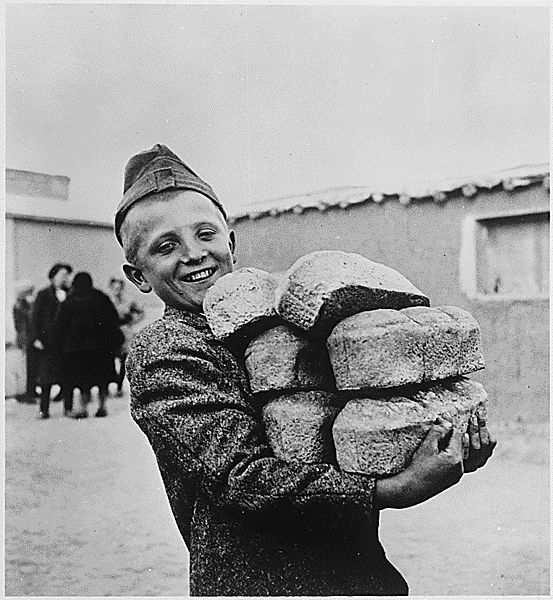
Polnischer Junge mit Brot (ca. 1943)

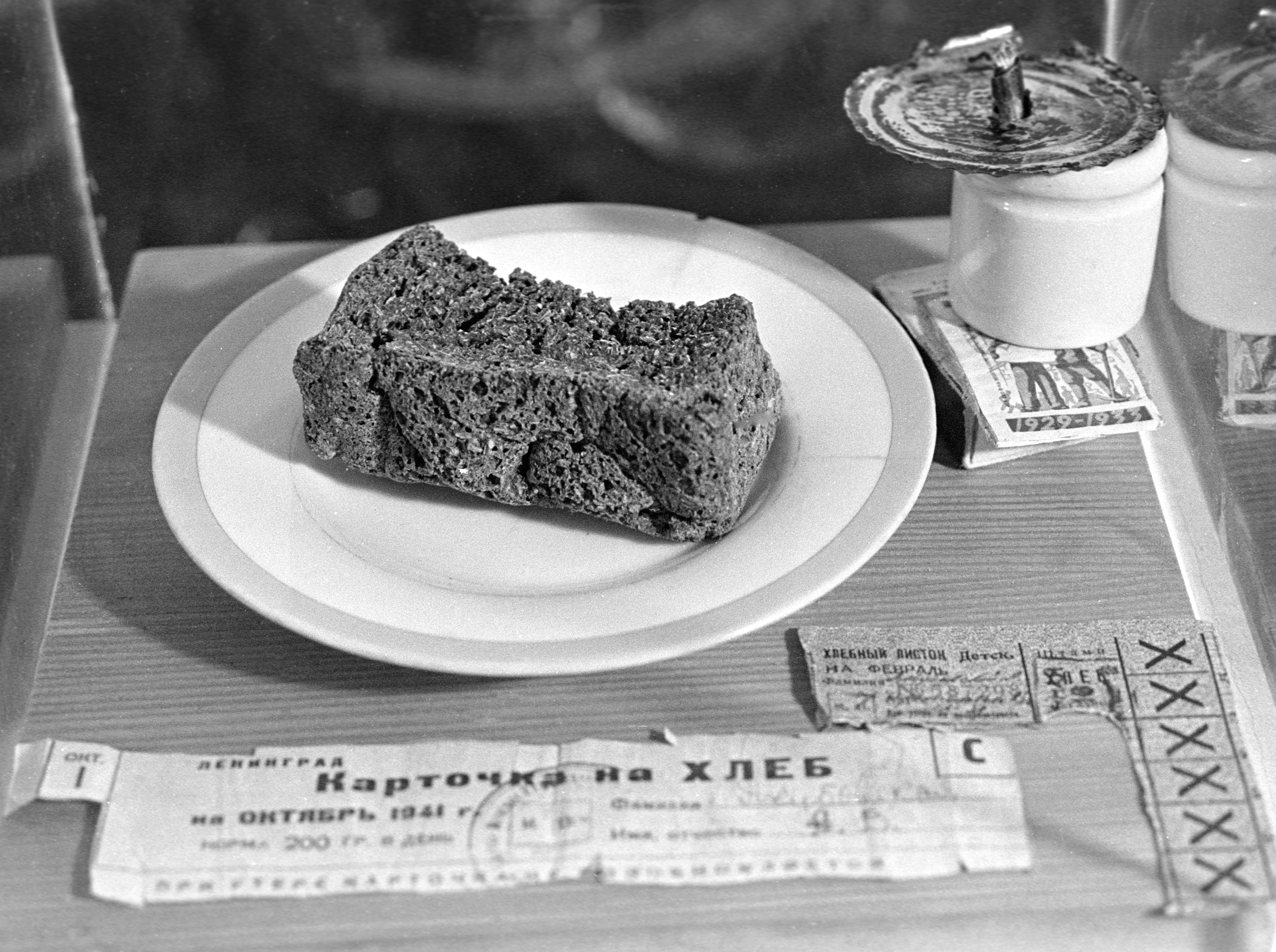
Brot aus der Zeit der Leningrader Blockade (1941–1944) in einem Museum (1992)

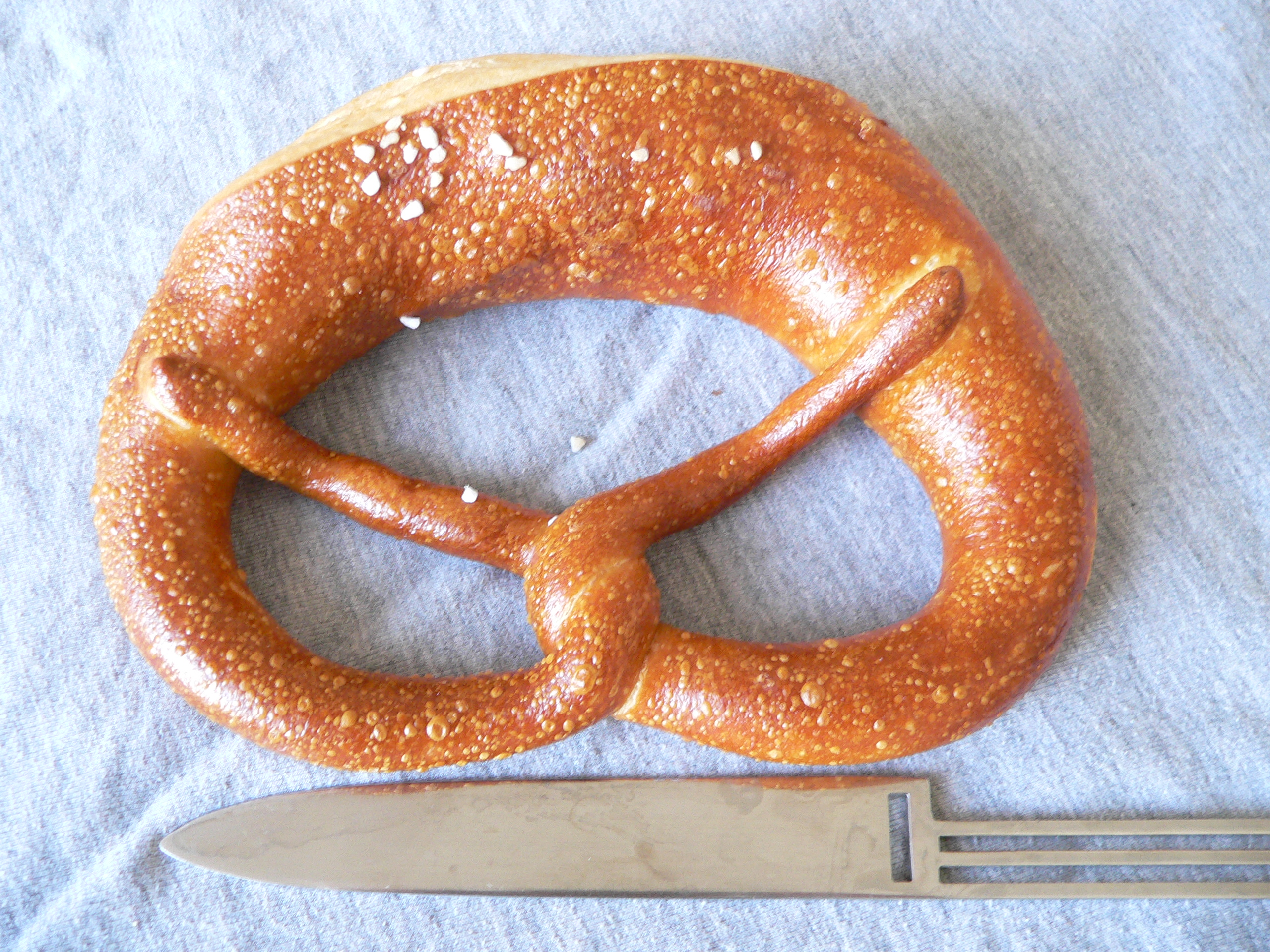
Schwäbische Brezel

Die Bezeichnung „Brot“ stand früher nicht alleine für das Lebensmittel Nummer 1, sondern stand als Synonym für Nahrung, Speise, Beschäftigung oder Unterhalt.
In Europa und in Nordamerika stellt Brot ein unverzichtbares Grundnahrungsmittel, insbesondere für die Kohlenhydratzufuhr, dar. In anderen Gegenden der Erde wird diese Stellung von anderen brotähnlichen Produkten eingenommen. In der orientalischen Küche sind Fladenbrote beliebt, in Indien gibt es kleinere Varianten wie Chapati oder Papadam, in Pakistan wird Puri gebacken. Während Brot in Südostasien kaum vorkommt, sind in Nordchina gedämpfte Hefeteigbrötchen, gefüllt oder ungefüllt, eine beliebte Beilage. Für Australien ist Damper typisch. Aus Mexiko stammen die Tortillas aus Mais. In Afrika werden vor allem Fladenbrote aus Maniok, Hirse oder Mais mit Gewürzen gebacken.
Neben der Bedeutung als Grundnahrungsmittel hat das Brot auch eine große symbolische bzw. spirituelle Bedeutung. Bei vielen Ackerbau treibenden Völkern galt und gilt Brot als heilig. So wurden beim Backen und beim Anschneiden des Brotes bestimmte Rituale vollzogen.
Zu bestimmten religiösen Feierlichkeiten werden traditionelle Brote, zum Beispiel Gebildbrote, gebacken und verzehrt. Rund um das Brot gibt es noch heute sehr viele Bräuche, die oft noch mit dem Glauben an übernatürliche Kräfte verbunden sind. Etliche Sagen berichten von göttlichen Strafen, die umgehend den ereilten, der einen Brotfrevel beging. Auch an das erbettelte Brot sind abergläubische Vorstellungen und viele Sprichwörter geknüpft.
Eine gewisse Verbreitung hatte das dreifache Bekreuzen der Brotunterseite vor dem Anschneiden – ein Ritual der christlichen Dreifaltigkeit Gottes zum Dank und zur Segnung des Brots.
Im Wanders Deutsches Sprichwörter-Lexikon (5 Bände) finden sich zum Brot knapp fünfhundert Sprichwörter, zählt man die zusammengesetzten Wörter mit Brot dazu.
Die Deutsche Brotkultur wurde im Dezember 2014 von der Kultusministerkonferenz als eine von 27 Kulturformen in das Bundesweite Verzeichnis des immateriellen Kulturerbes aufgenommen. Seit 2018 ernennt das Deutsche Brotinstitut jährlich eine Brotsorte zum „Brot des Jahres“.

### Brot und Salz
Der Brauch, Brot und Salz etwa zum Bezug einer neuen Wohnung oder zur Hochzeit zu schenken, soll Wohlstand sichern.

### Brot in der jüdischen und christlichen Symbolik
Wasser und gemahlenes Weizenkorn, das Element des Feuers und die Arbeit der Menschen, sind zur Herstellung von Brot notwendig. Brot gehört den Reichen wie den Armen. Es verkörpert die Güte der Schöpfung und des Schöpfers, steht aber auch für die Demut des einfachen Lebens. In der jüdischen und christlichen Symbolik spielt es eine große Rolle.
Während des einwöchigen Pessachfestes, eines der jüdischen Wallfahrtsfeste, wird nur ungesäuertes Brot gegessen in Erinnerung an den Auszug der Israeliten aus Ägypten, der gemäß der biblischen Überlieferung so schnell erfolgen musste, dass zum Gärenlassen des Brotes keine Zeit blieb. Nach jüdischer Auffassung gelten Weizen, Roggen, Gerste, Hafer und Dinkel als gesäuert, wenn sie mehr als 18 Minuten mit Wasser in Berührung gekommen sind – der Zeitraum, in dem frühestens eine Gärung durch in der Luft vorhandene Hefepilze eingesetzt haben könnte.
Christen sprechen im Vaterunser als vierte Bitte „Unser täglich Brot gib uns heute“. Christus wird ein Brotwunder, die wundersame Vermehrung von Broten, zugeschrieben. Im Abendmahl der christlichen Liturgie gedenkt man der Kreuzigung Jesu Christi („Christi Leib für dich gebrochen“). Dabei ist die Hostie, in der armenischen und der westkirchlichen Tradition in ungesäuerter Form, Teil des Ritus.
Die Brezel entstand im 7. Jahrhundert als ein heiliges Symbol, das zum Gebet verschränkte Arme des Betenden darstellte. Im christlichen Deutschland des Mittelalters wurde sie zum Zunftzeichen der Bäcker.

### Brot und Politik

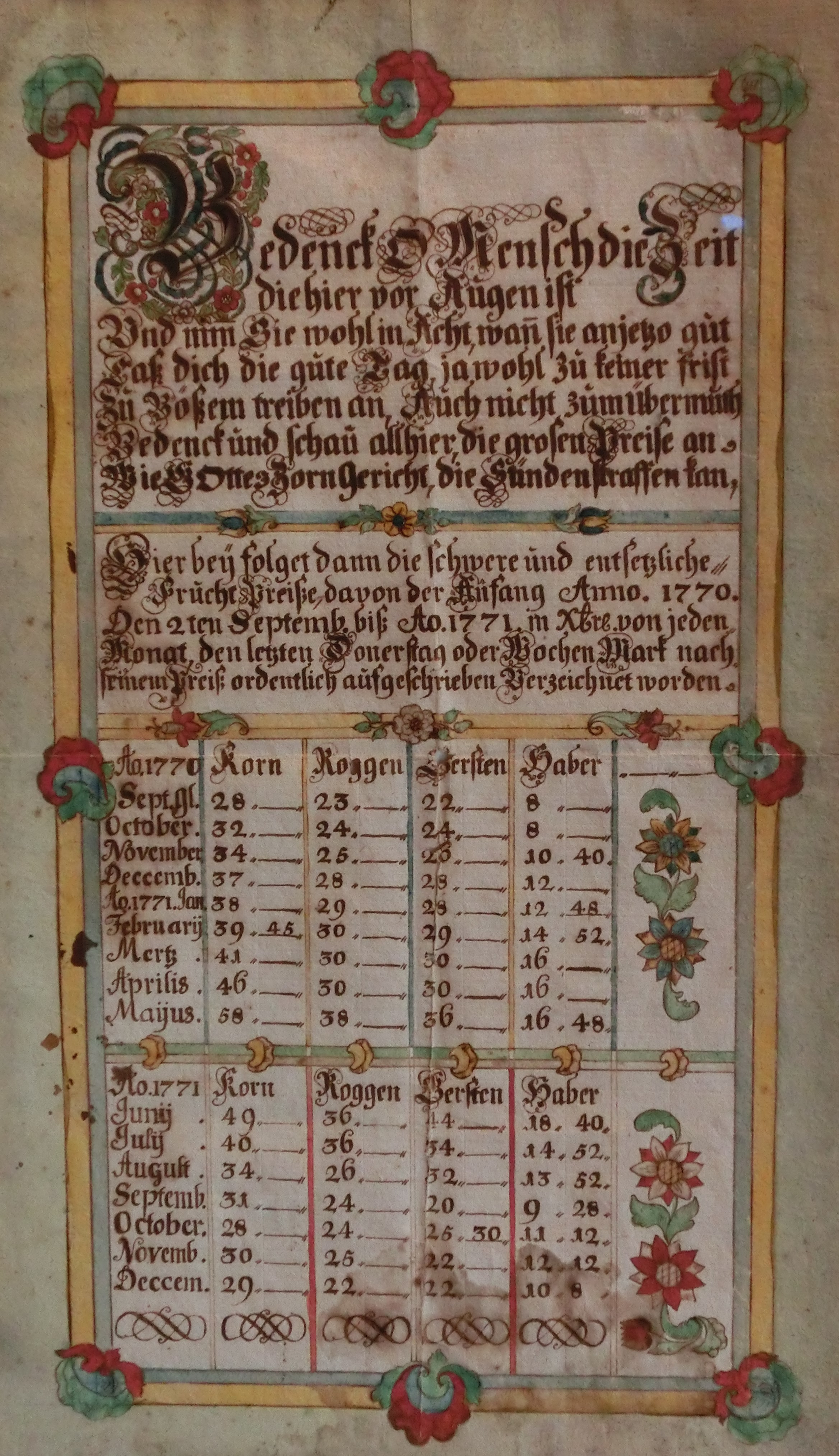
Preisblatt von Korn, Gerste und Hafer (Süddeutschland, 1770/1771) im Museum der Brotkultur, Ulm

Politisch hatte die Forderung nach Brot immer große Bedeutung, gab sein Mangel doch immer Anlass für Hungersnöte, Geburtenrückgänge, Auswanderungen und Aufstände:
- Der Dichter Juvenal prägte die Brot und Spiele (panem et circenses) als Ausdruck seiner Kritik am Volk im Römischen Reich. Mit dieser Methode sollte zeitweilig das Volk trotz politischer Krise ruhig gehalten werden.
- Marie-Antoinette wird nachgesagt, sie hätte mit « S’ils n’ont plus de pain, qu’ils mangent de la brioche » (deutsch: „Wenn sie kein Brot mehr haben, sollen sie doch Brioche essen“) geantwortet, als ihr berichtet wurde, die Armen der Bevölkerung hätten kein Brot zu essen. Jedoch erscheint dieser Ausspruch bereits in den um 1766 geschriebenen und 1782 veröffentlichten Confessions (deutsch: Die Bekenntnisse) von Jean-Jacques Rousseau, geschrieben also in ihrer Kindheit und veröffentlicht zu ihrer Zeit am französischen Hof.
- Frieden, Land und Brot (teilweise als vierter Begriff auch Freiheit) war neben Alle Macht den Sowjets eine zentrale Losung der Bolschewiki in der russischen Revolution von 1917. Die Formel sollte die unmittelbaren Interessen der russischen arbeitenden Klassen zum Ausdruck bringen: Sofortige Beendigung des Krieges, Lösung der Landfrage und Versorgung der Bevölkerung mit Nahrung.
- In den 1920er Jahren wurde in der schweren Depression der Wahlspruch Arbeit und Brot verwendet.
- Zentrale und zugleich alltägliche Themen etwa in der Politik werden als „Brot-und-Butter-Themen“ bezeichnet.

### Weitere Bedeutungen
Auch etymologisch lassen sich die Einflüsse der kulturgeschichtlichen Vorstellung von Brot verfolgen. Das Wort „Brot“ kann neben dem Nahrungsmittel die Bedeutung von Nahrung ganz allgemein und Lebensunterhalt haben.
Beispielsweise leitet sich das französische Wort copain (Freund, Kumpel, Kamerad) etymologisch vom Akt des Brot-Teilens und gemeinsamen Essens her.
Aufgrund dieser vielfältigen Bedeutung wurde es Teil von Namen, z. B.:
- Brot für die Welt – Entwicklungshilfeorganisation
- Brot und Rosen – Titel eines Liedes von 1912, das zum Leitspruch der amerikanischen Frauenbewegung wurde.[23]

Die Bedeutung vom Brot im bäuerlichen Alltag kann man an vielen Sinnsprüchen, aber auch als Bestandteil von Sagen erkennen.
- „Wasser und Brot“ gelten als Symbol für äußerst karge Kost (etwa für Strafgefangene) oder in Notzeiten.

Der Brotpreis war in Österreich bis etwa in die 1970er Jahre  hinein amtlich preisgeregelt. Für den einfachen Strutzen Schwarzbrot 500 g und 1000 g sowie Semmeln gab es festgesetzte Preise. Der amtliche Preis für die Semmel mit frischem Ausbackgewicht von 62 g (Gramm) wurde um 1960 von 55 auf 60 und zuletzt 62 g (Groschen) angehoben. Bei Aufhebung der gesetzlichen Preisbindung für Semmeln hat die Innung der Bäcker den Semmelpreis durch eine Preisempfehlung mit 65 Groschen fixiert (Stand 29. Juni 1962).
In Relation zum Verbraucherpreisindex wurden im Zeitraum 1958–2010 in Österreich der Nahrungsmittelkorb um 15 % billiger. Während Butter sich am stärksten verbilligte (−75 %) verteuerte sich Brot am kräftigsten, um gut +60 %.
In Deutschland stiegen Preise für Brot und Brötchen zwischen 2019 und 2023 um 34,4 Prozent an. Die Teuerung war damit überdurchschnittlich hoch.
Die Deutsche Post bringt seit 2018 eine Briefmarke Deutsche Brotkultur zu 2,60 € heraus.